# Biserica de lemn din Sâmbăta

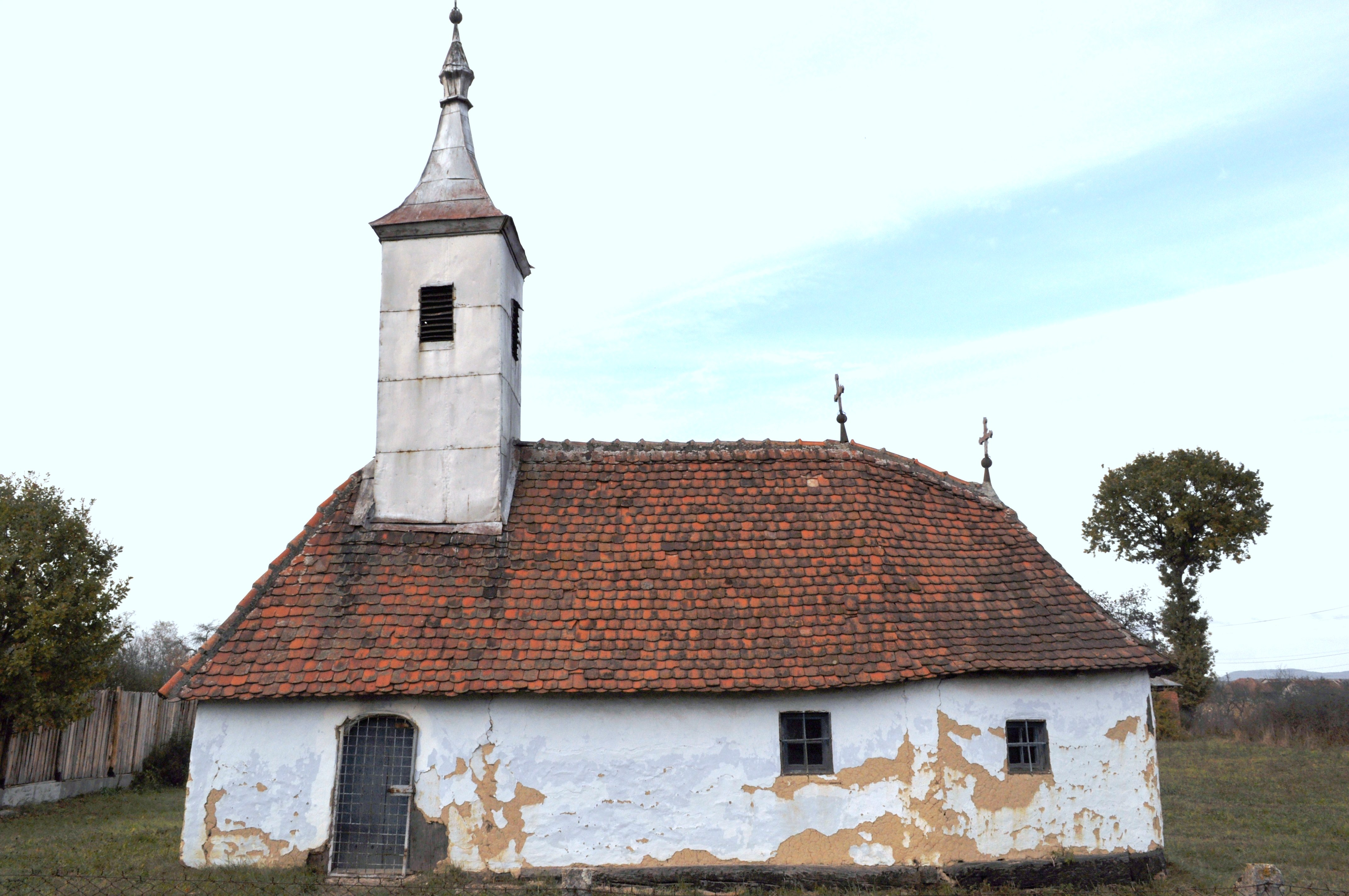
Biserica de lemn „Sfântul Ierarh Nicolae” din Sâmbăta, comuna Sâmbăta, județul Bihor, foto: octombrie 2011.

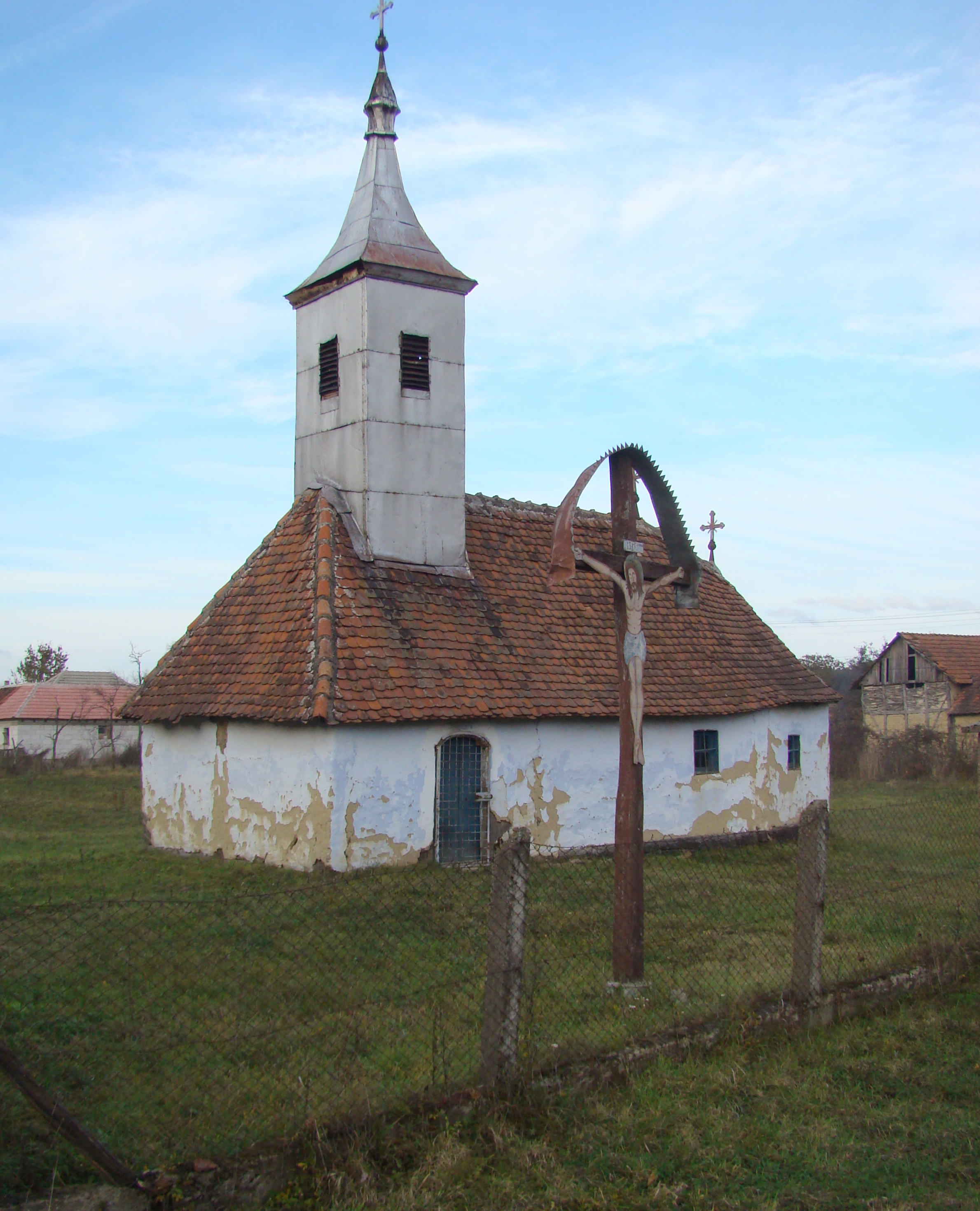
Biserica de lemn „Sfântul Ierarh Nicolae” din Sâmbăta, comuna Sâmbăta, județul Bihor, foto: octombrie 2011.

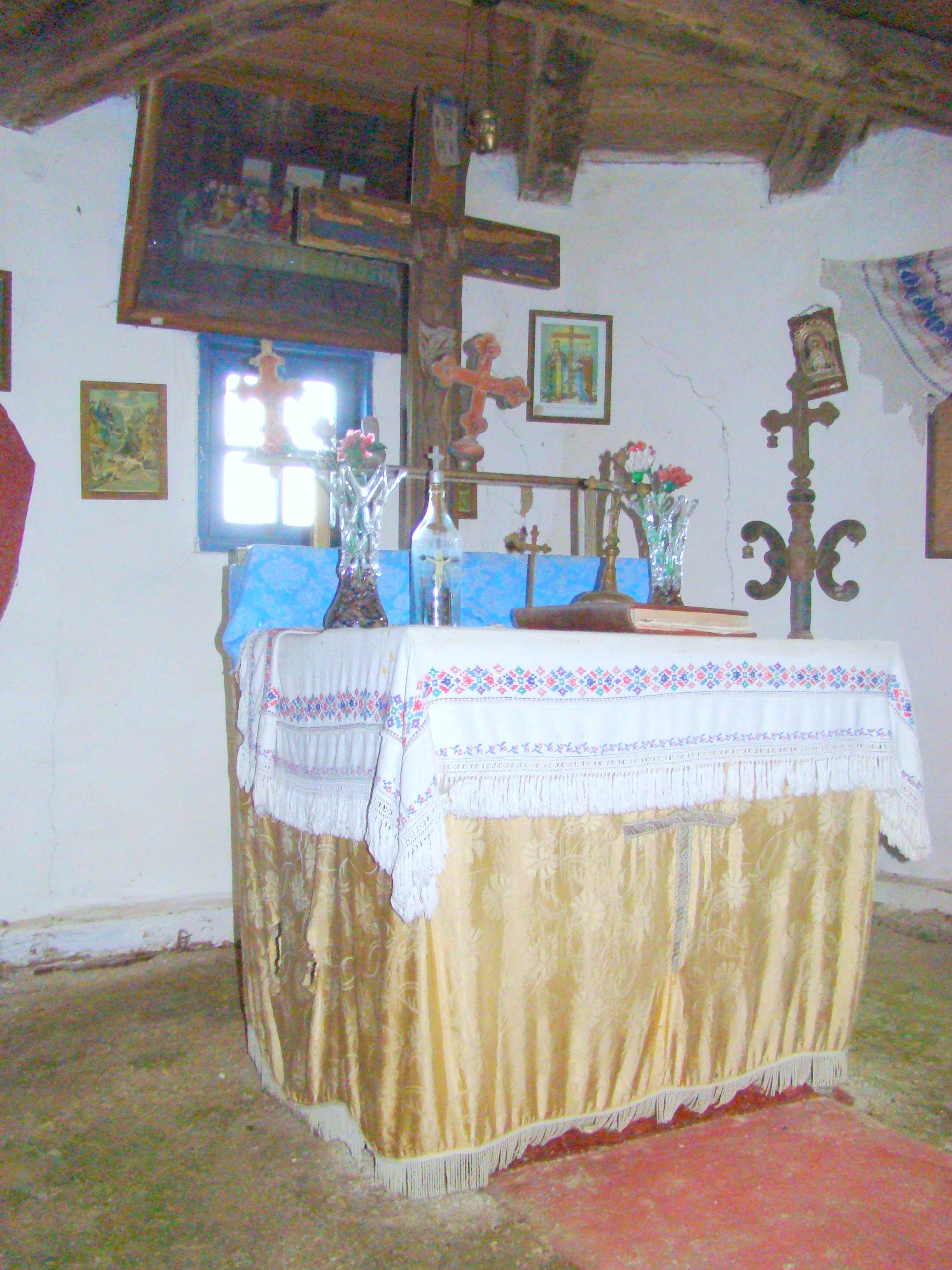
În altar

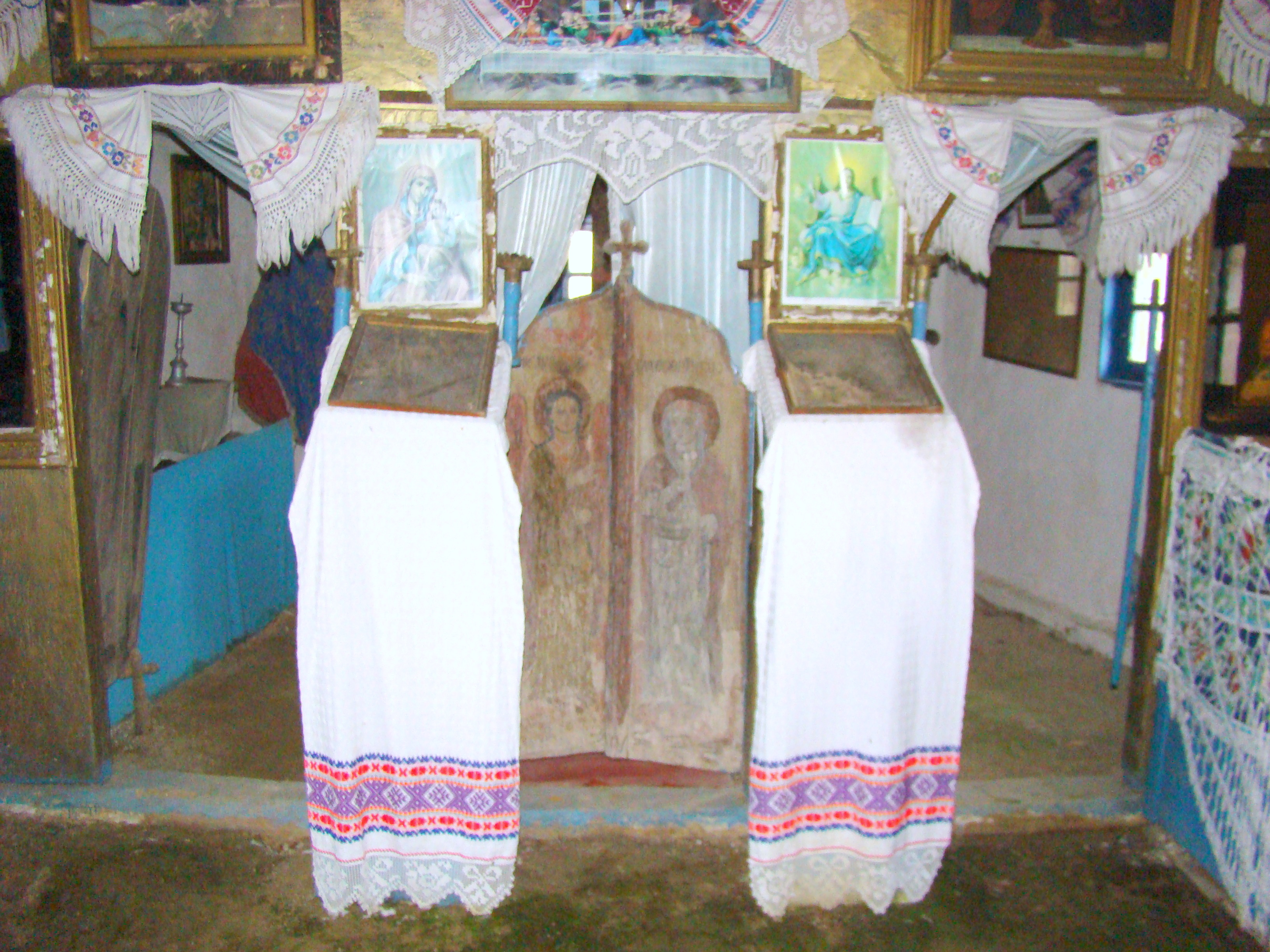
Ușile împărătești: „Buna Vestire”

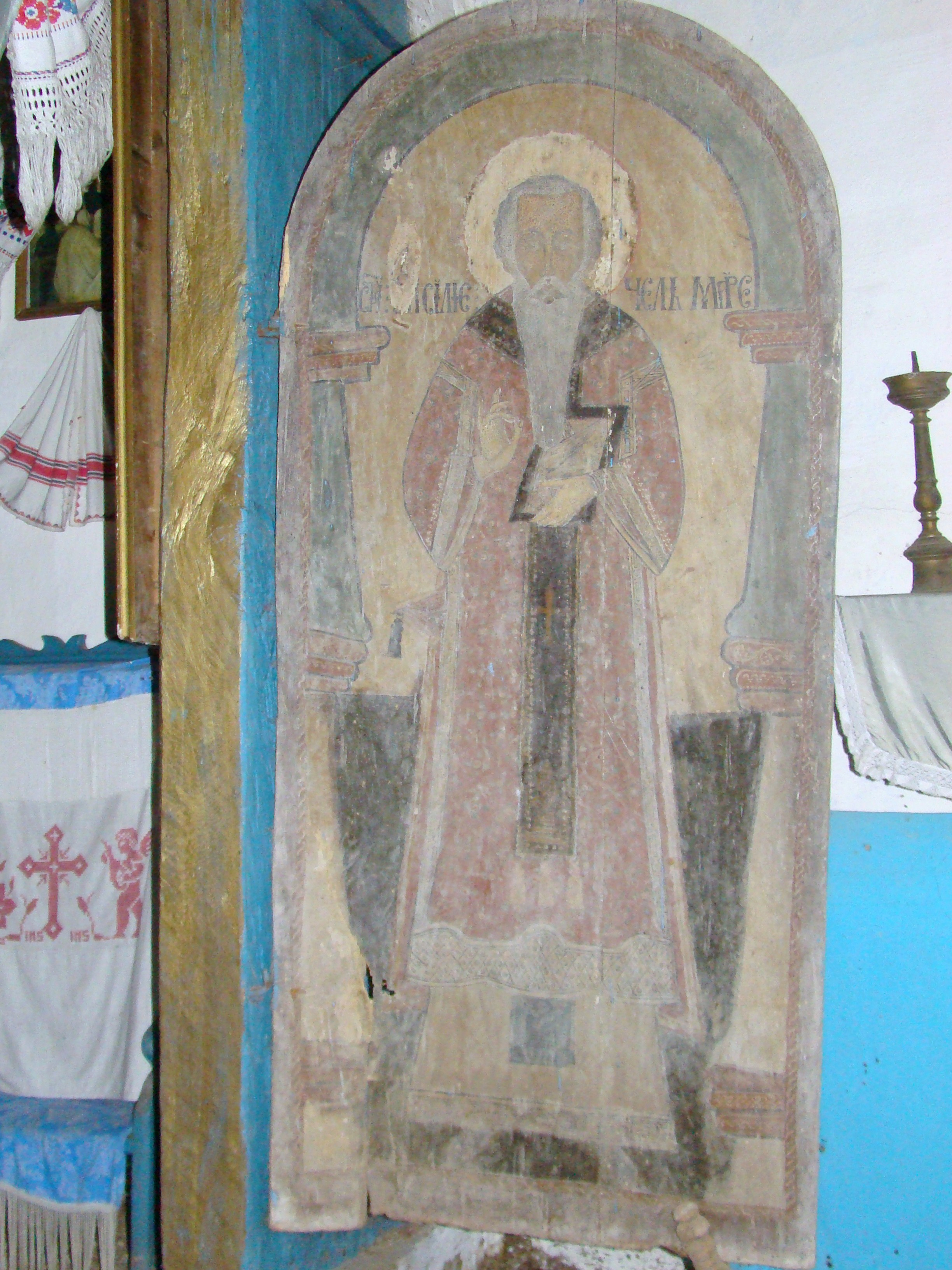
Ușă diaconească

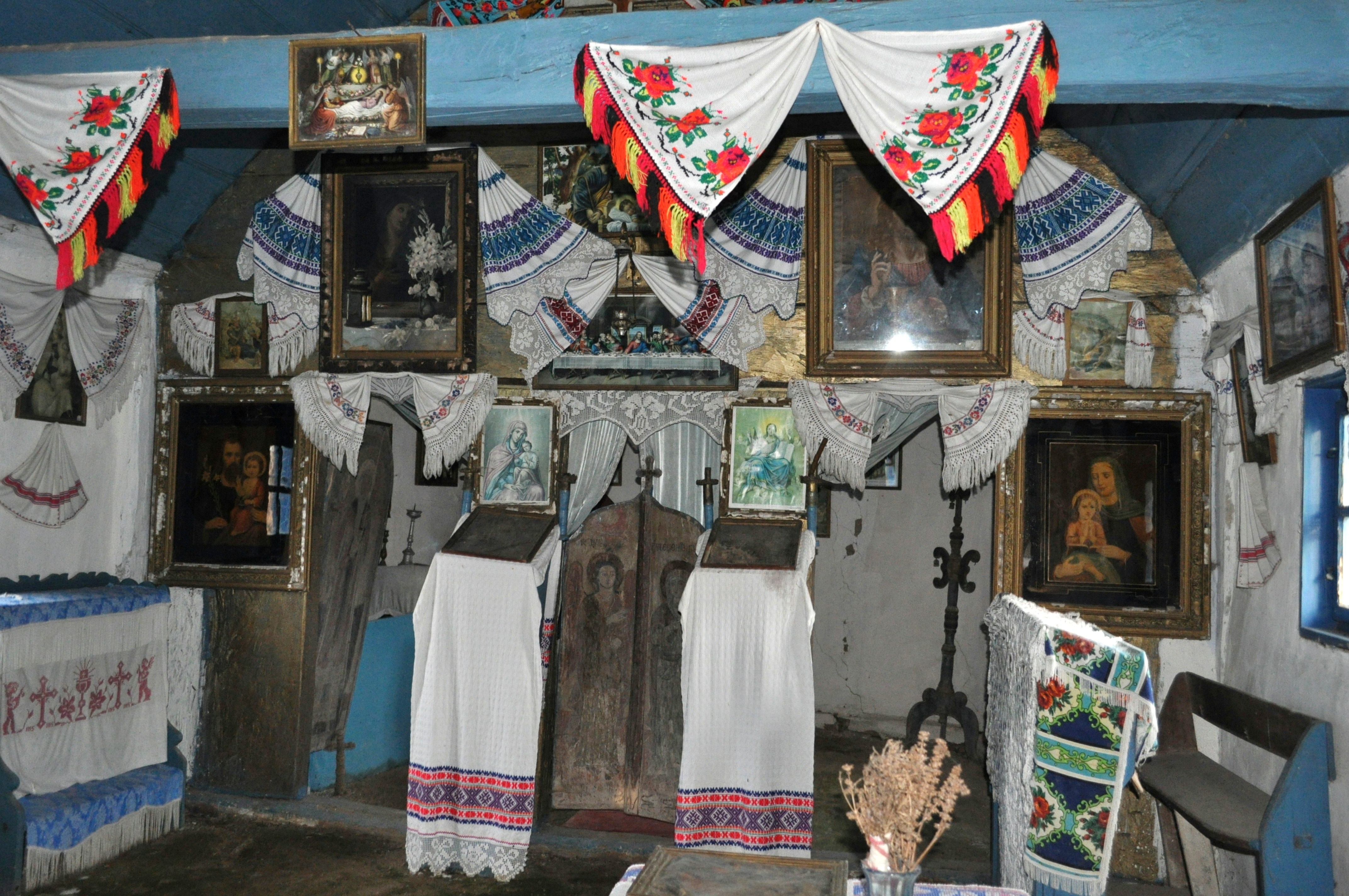
Interiorul navei

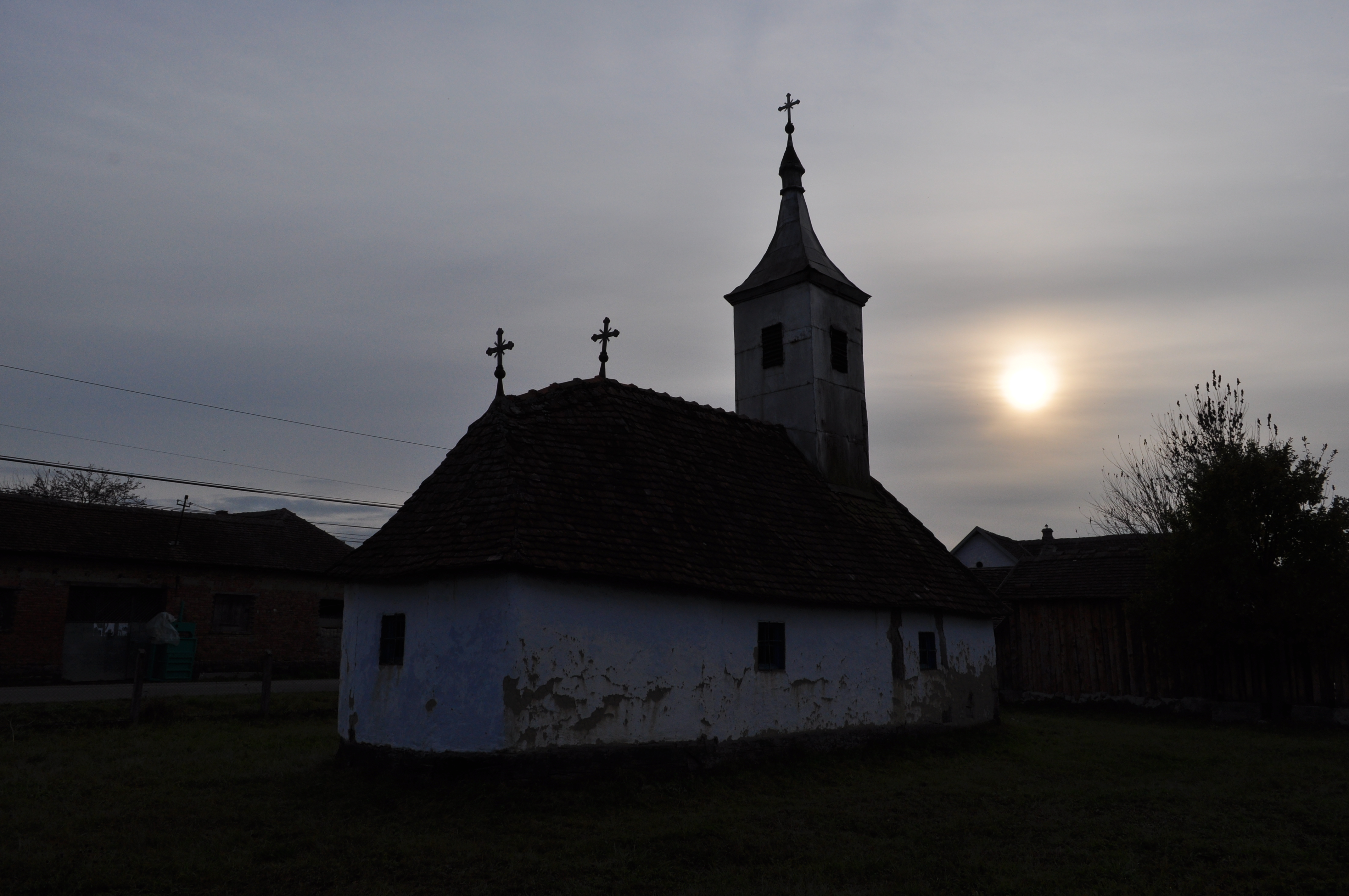
Înserare

Biserica de lemn din Sâmbăta, comuna Sâmbăta, județul Bihor, datează din secolul XVIII (1715). Are hramul „Sfântul Ierarh Nicolae”. Biserica nu se află pe noua listă a monumentelor istorice.

## Imagini din exterior

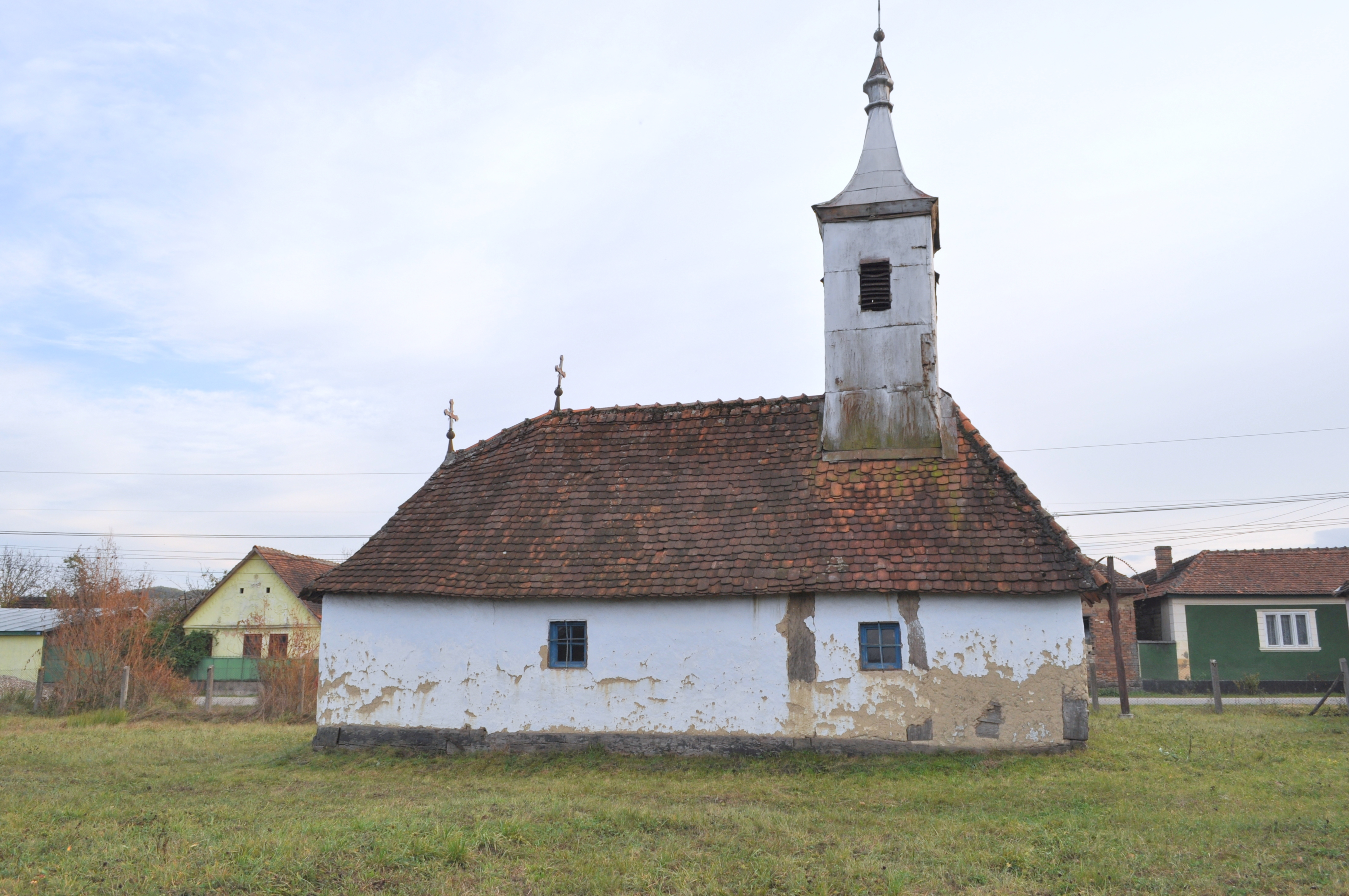
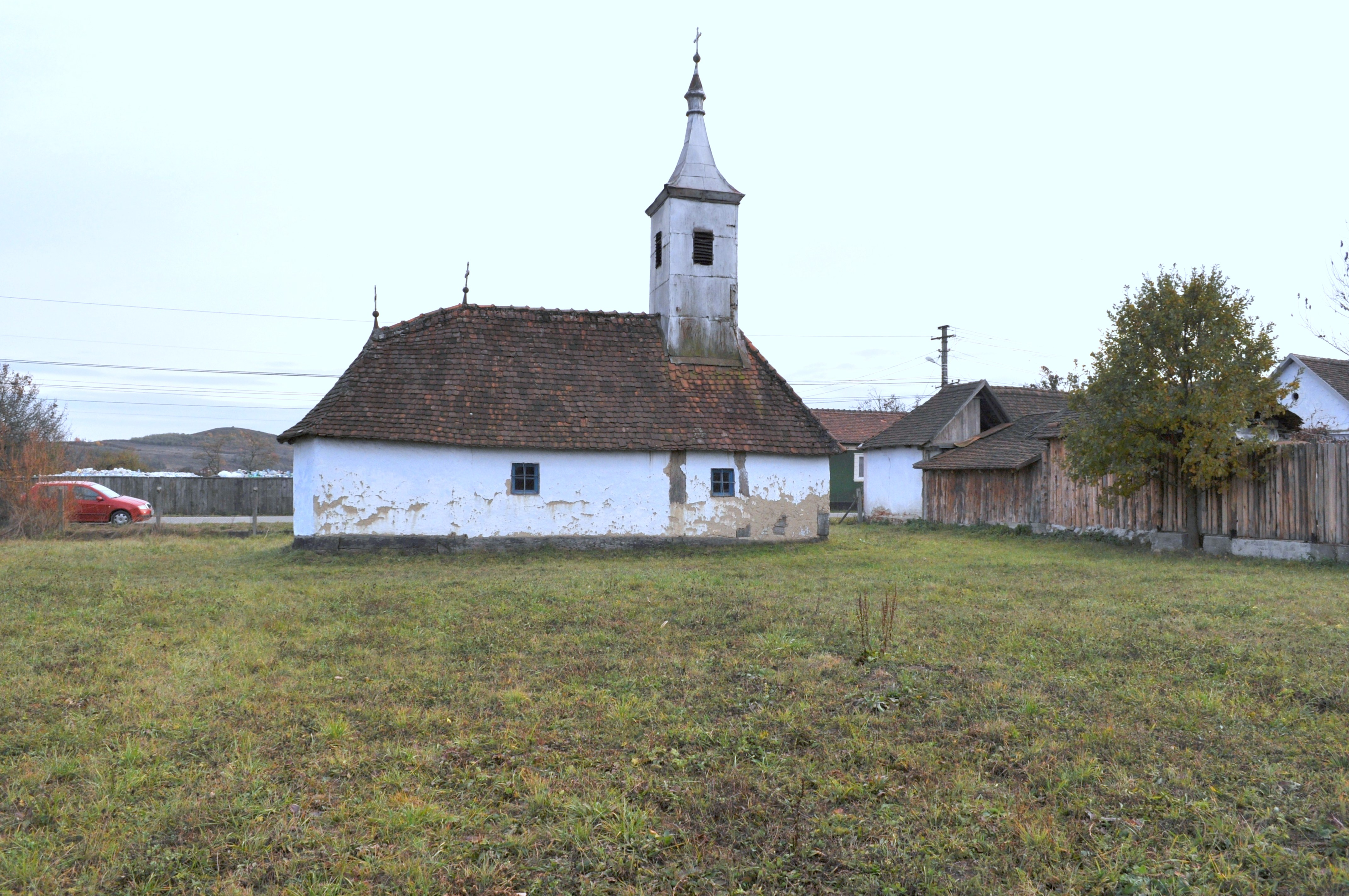
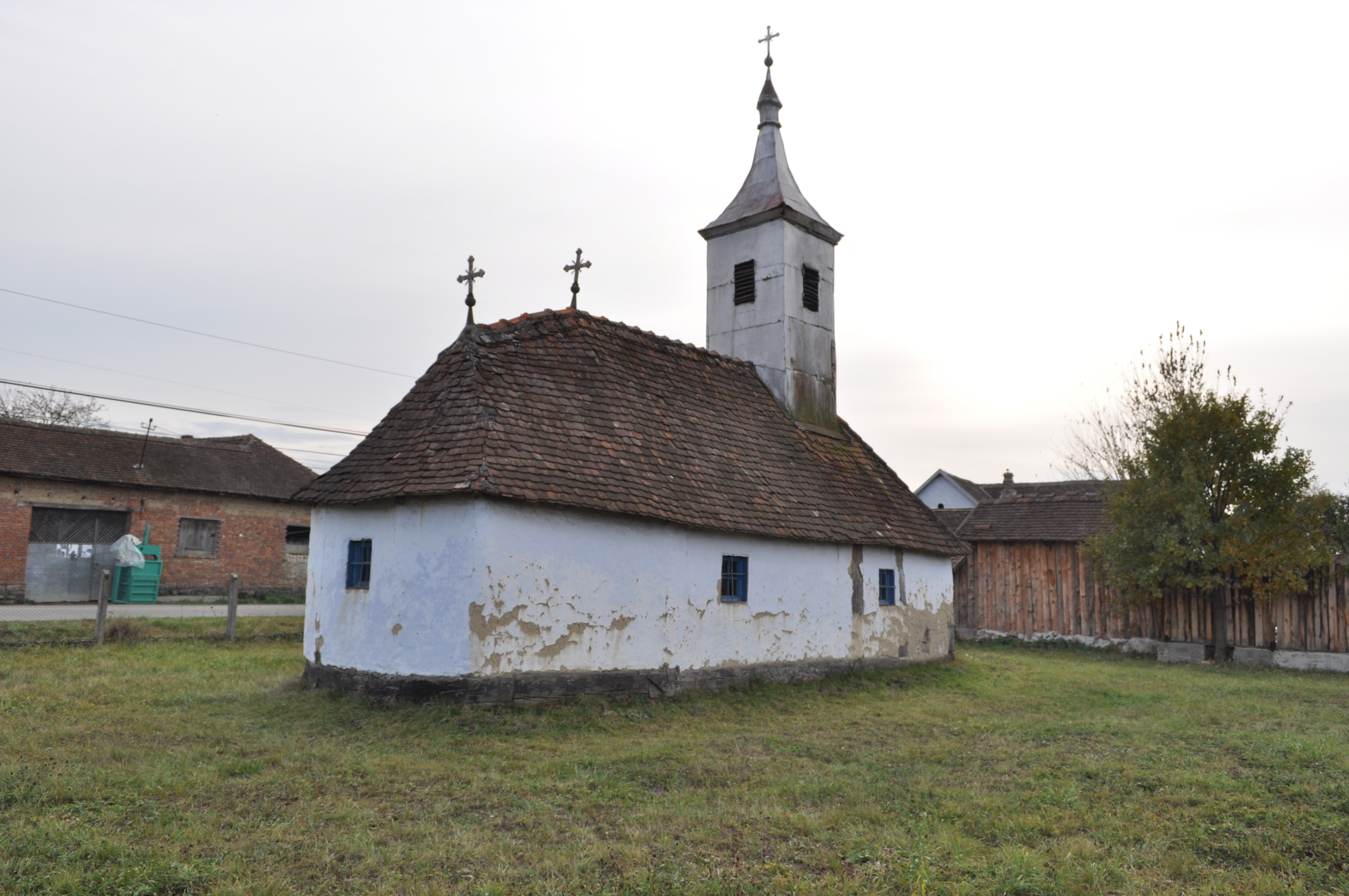
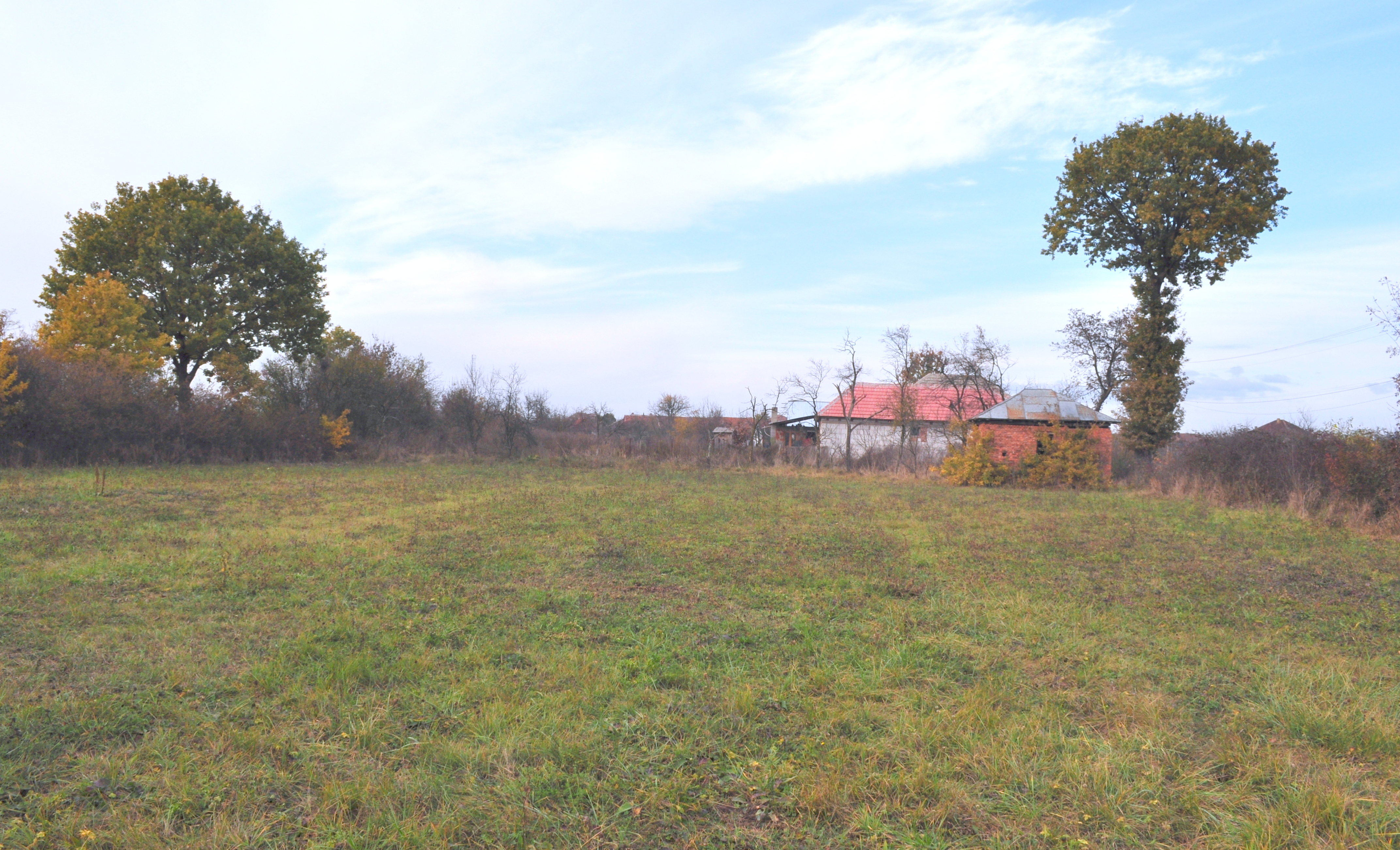
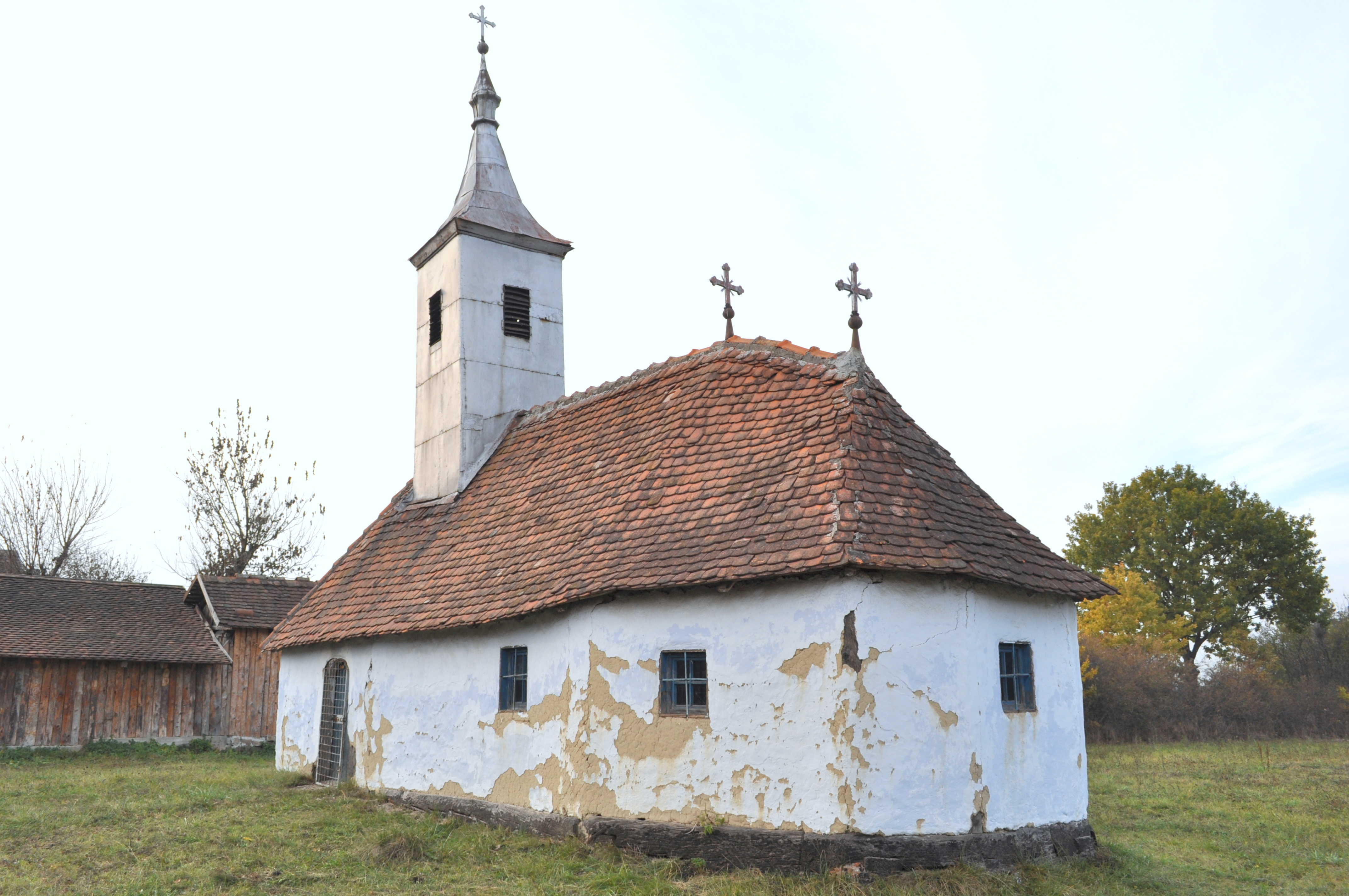
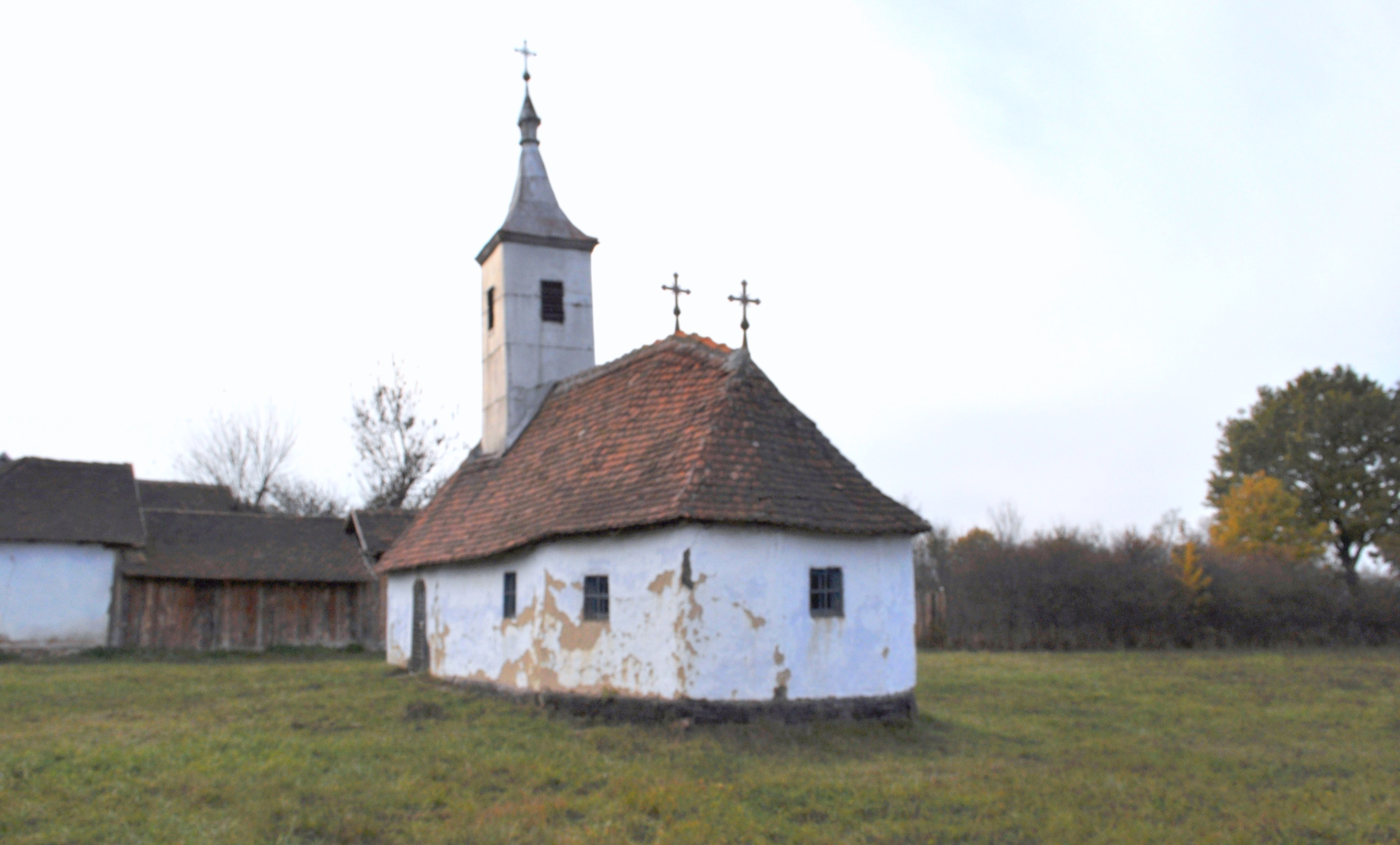
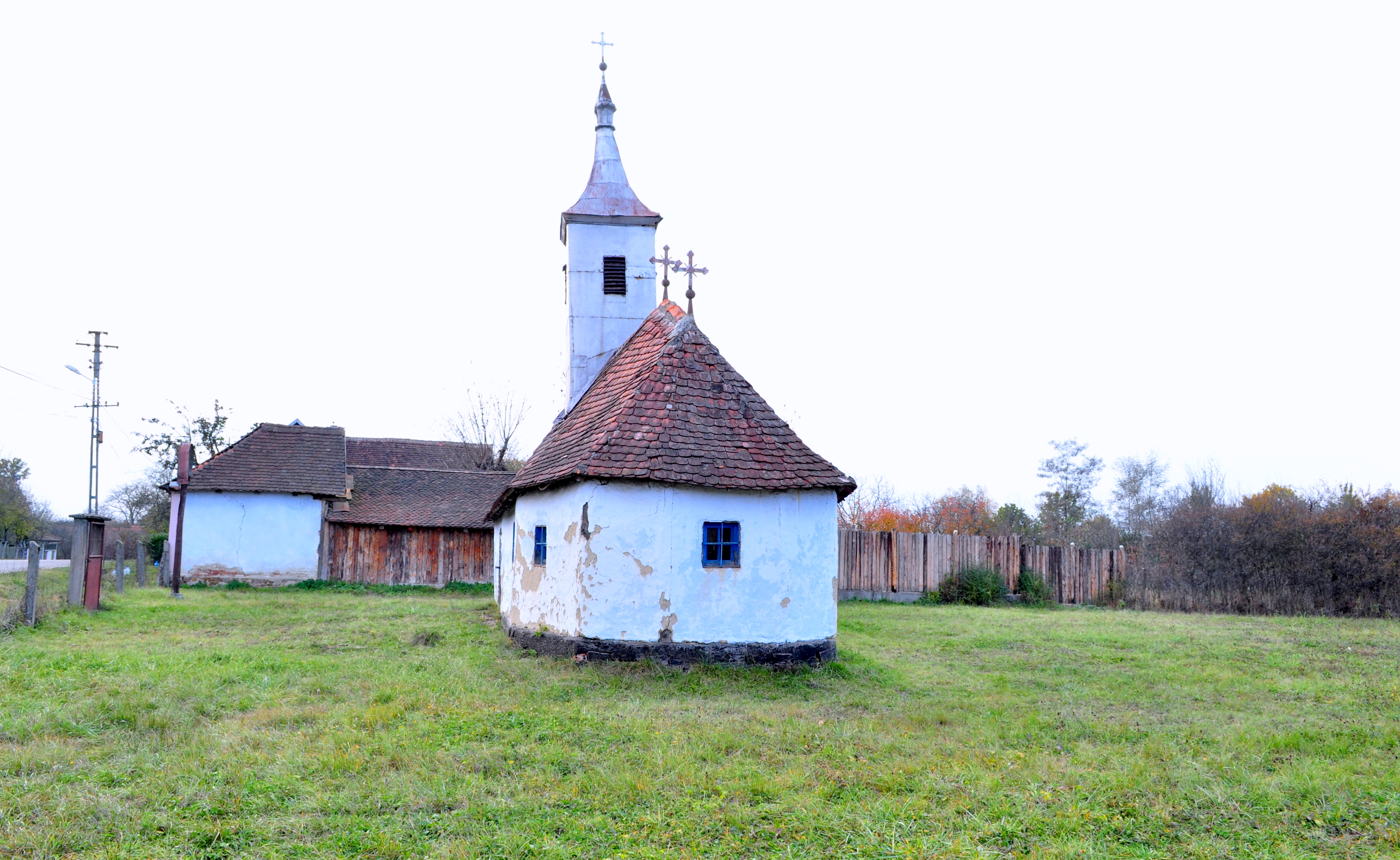
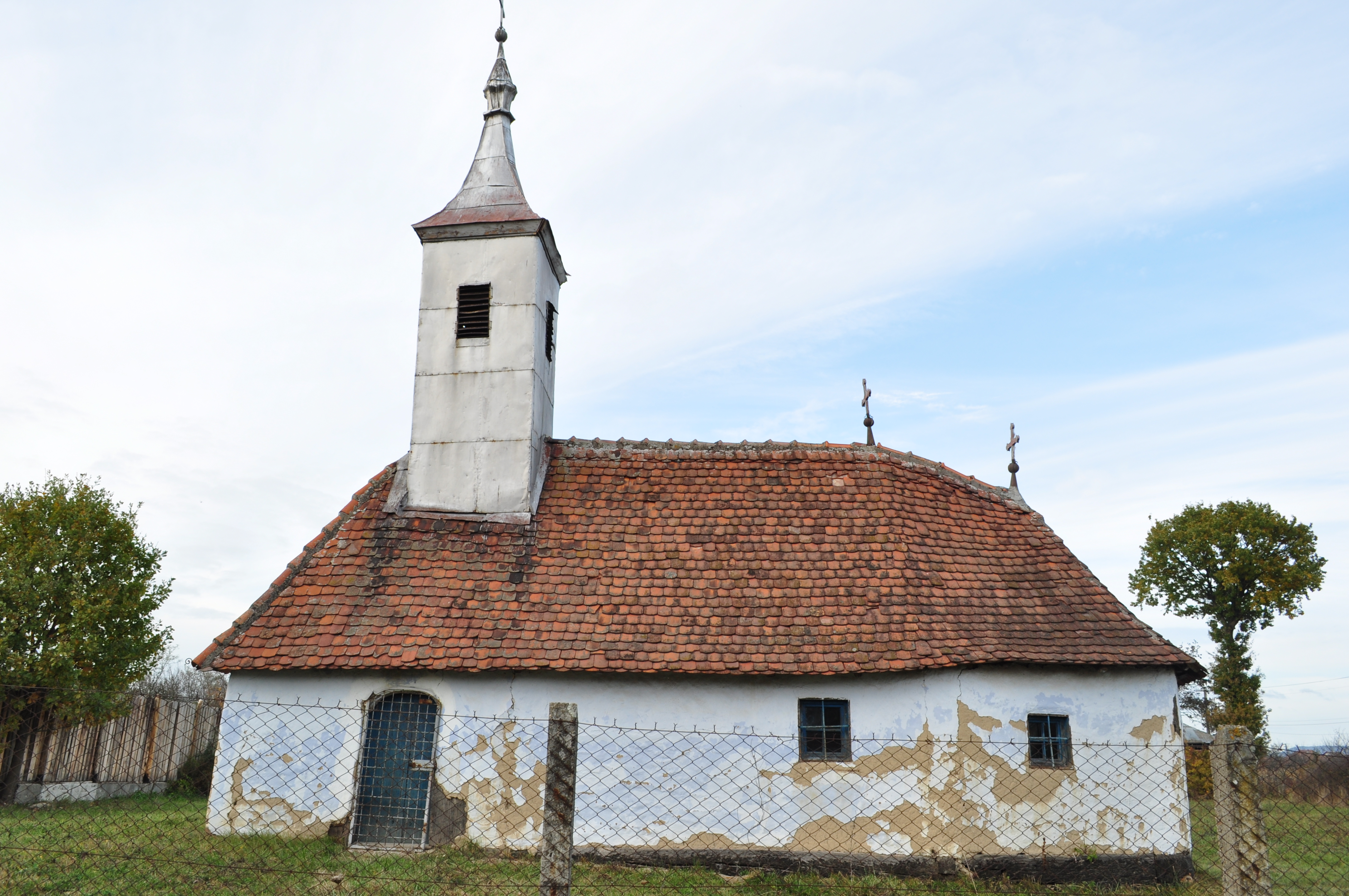
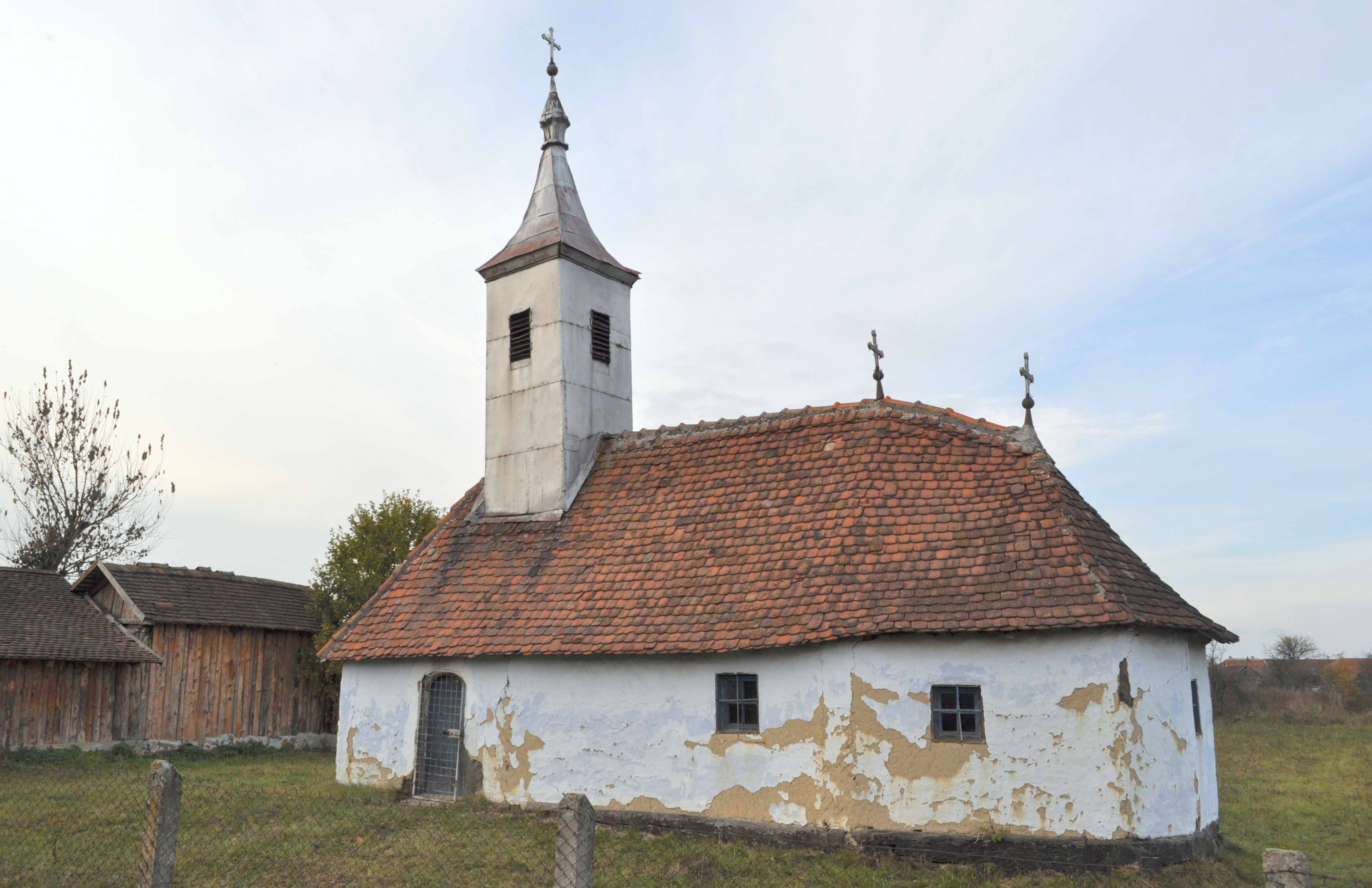
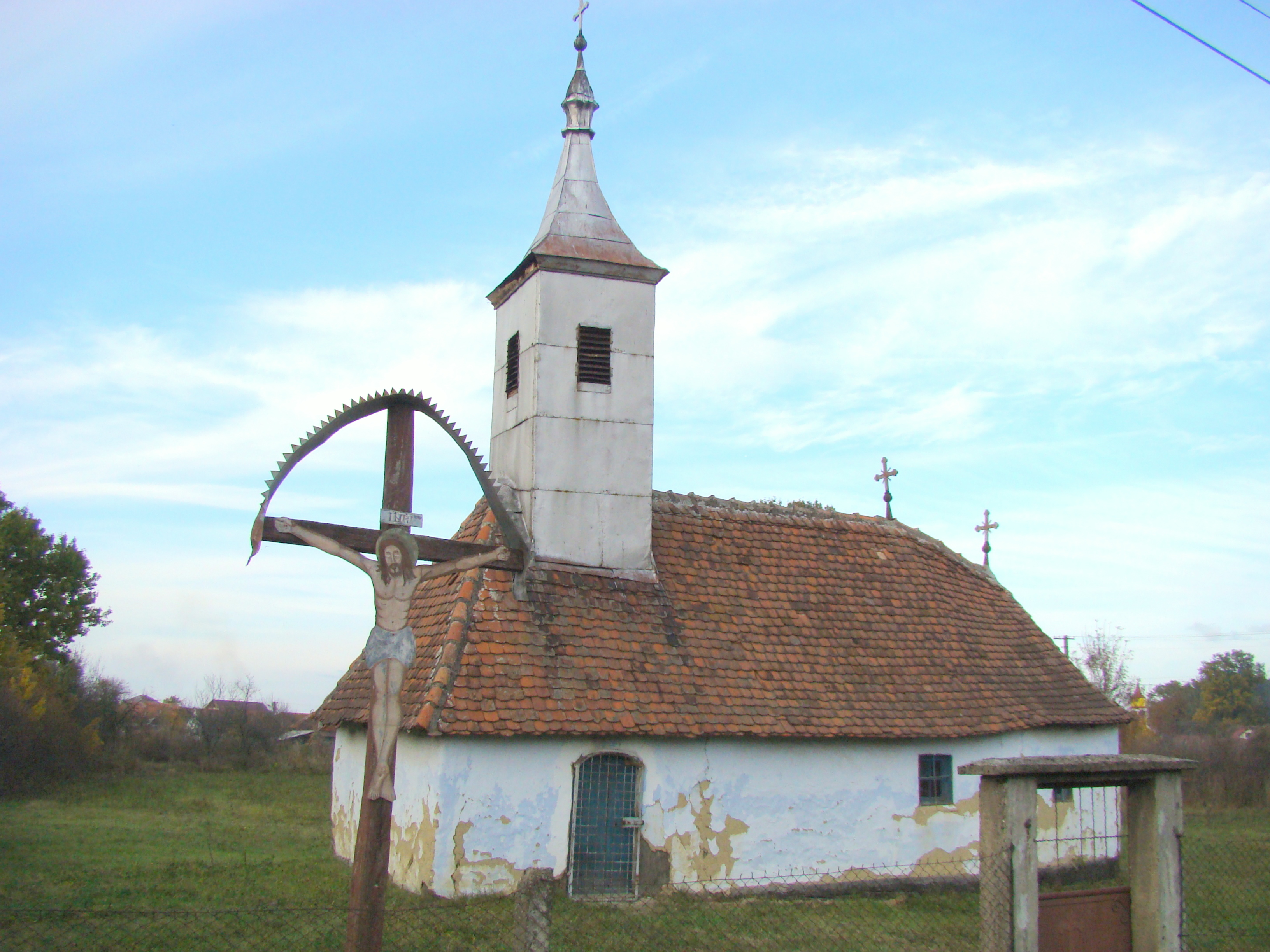
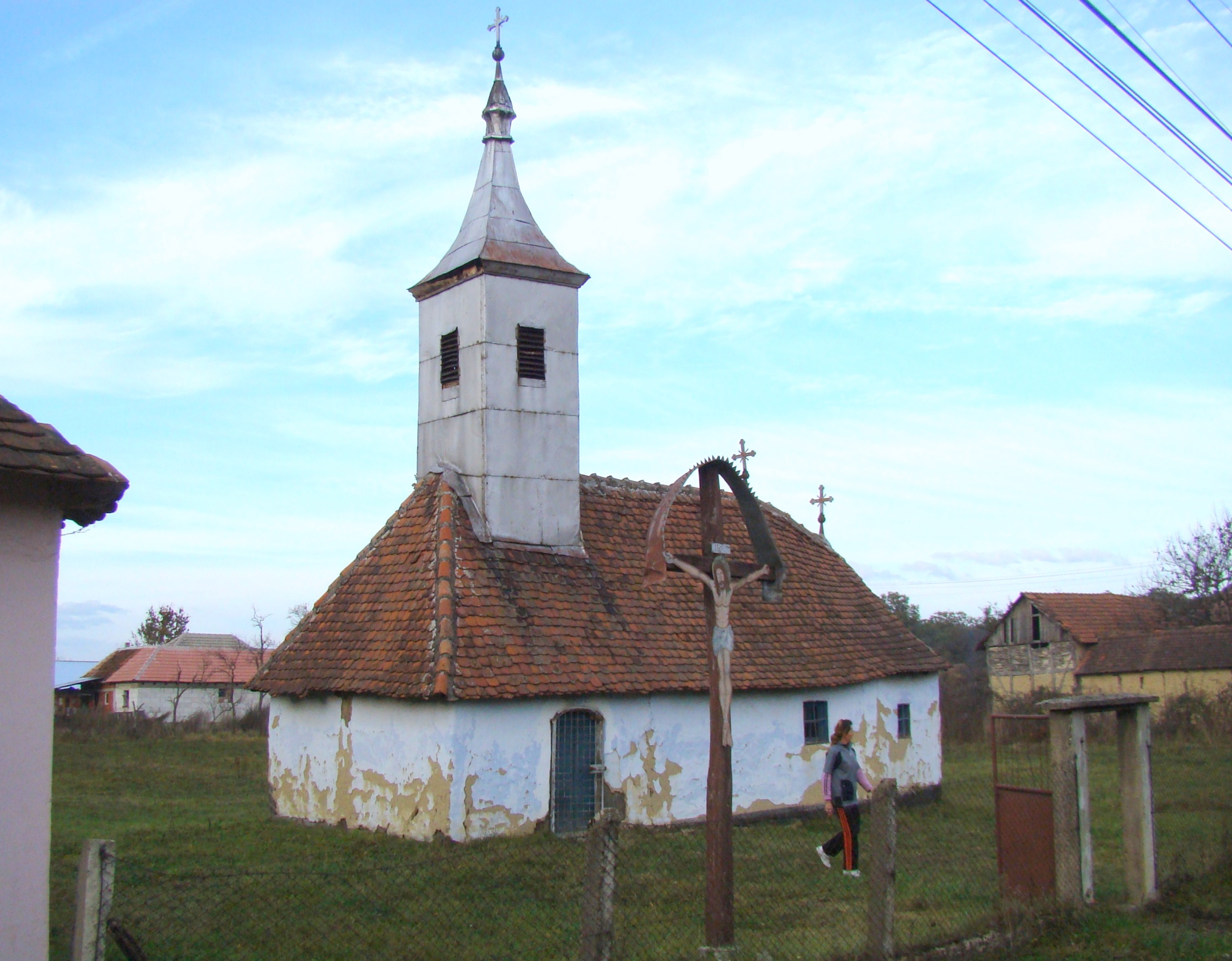
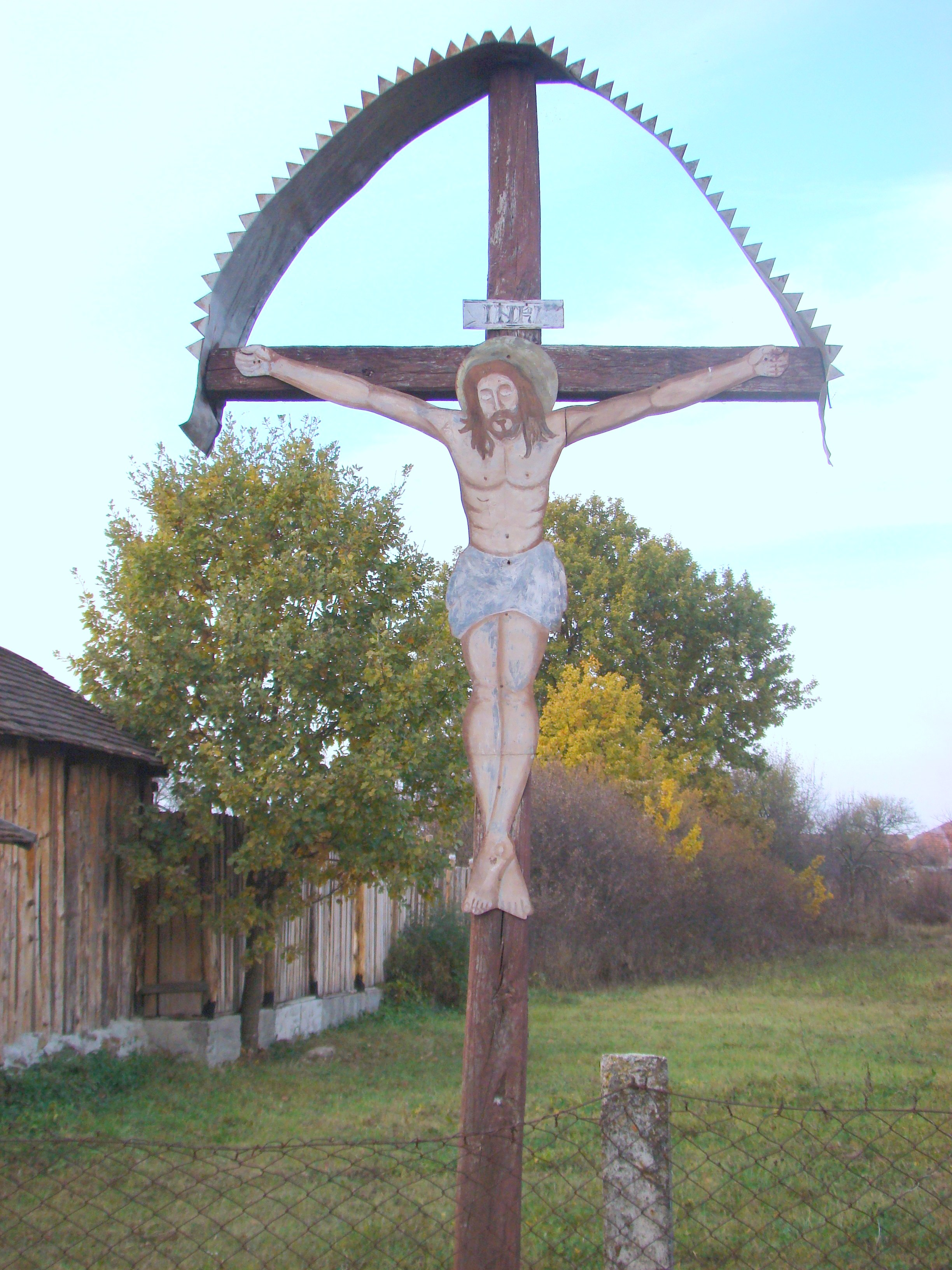
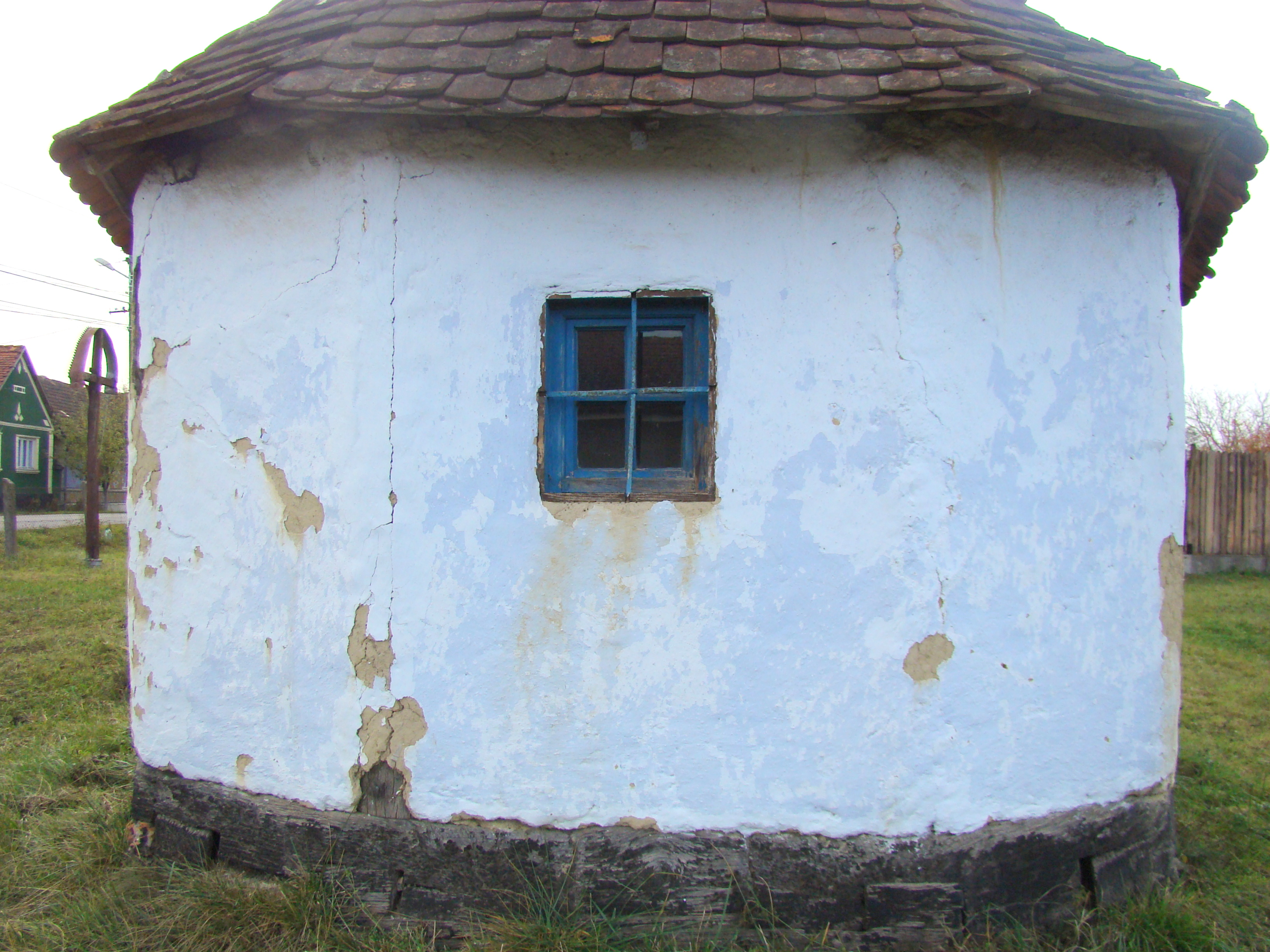
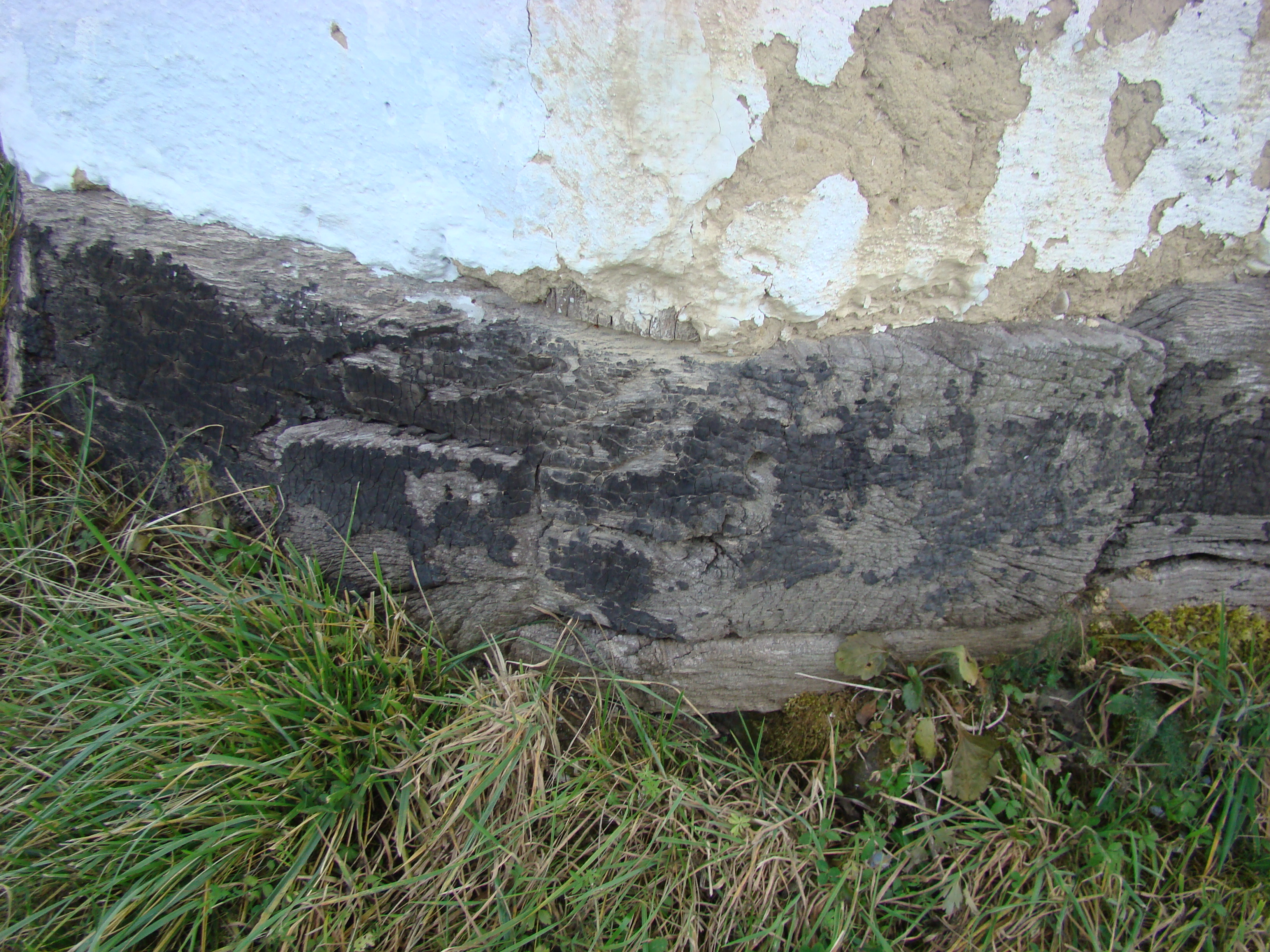
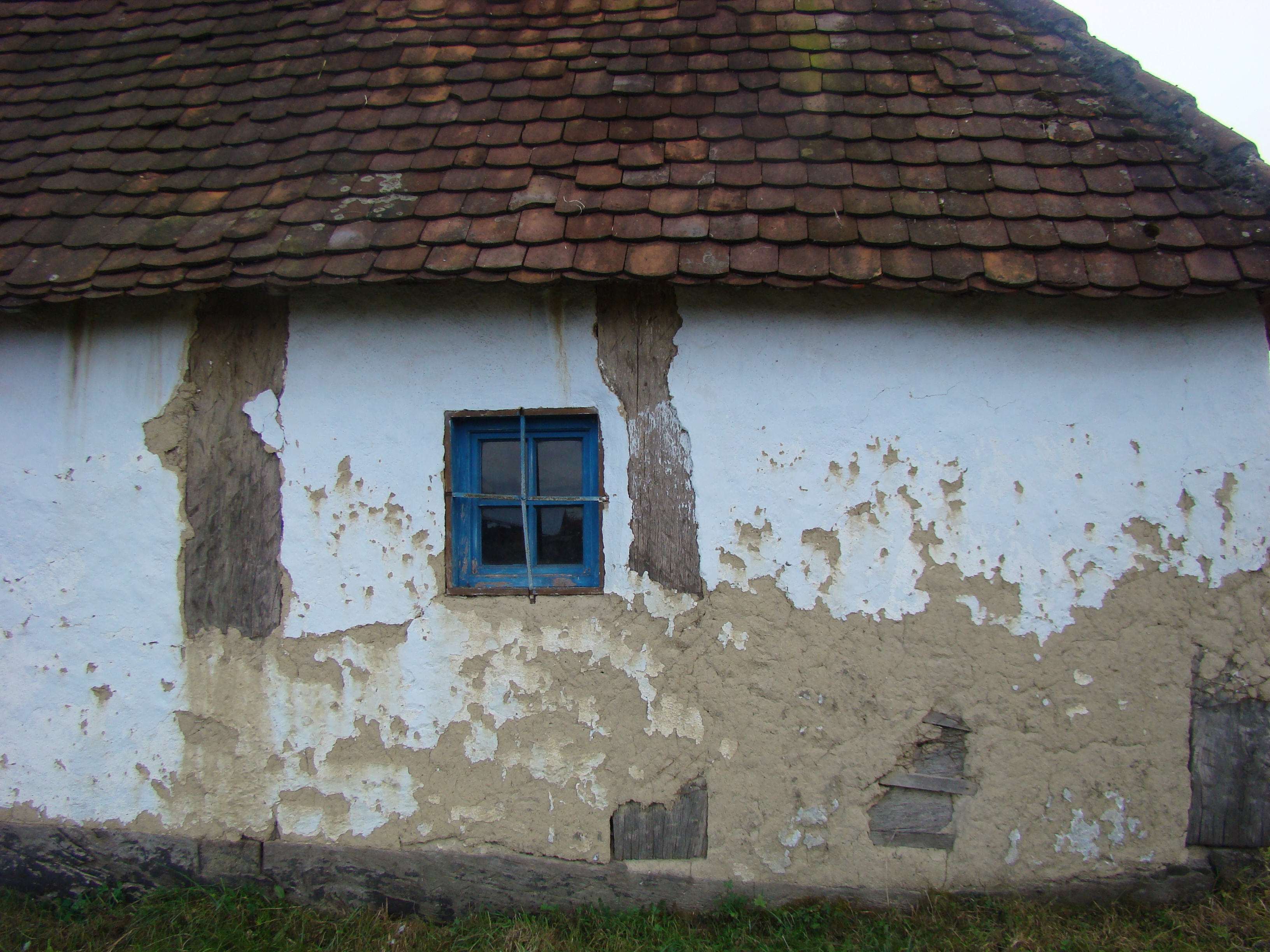
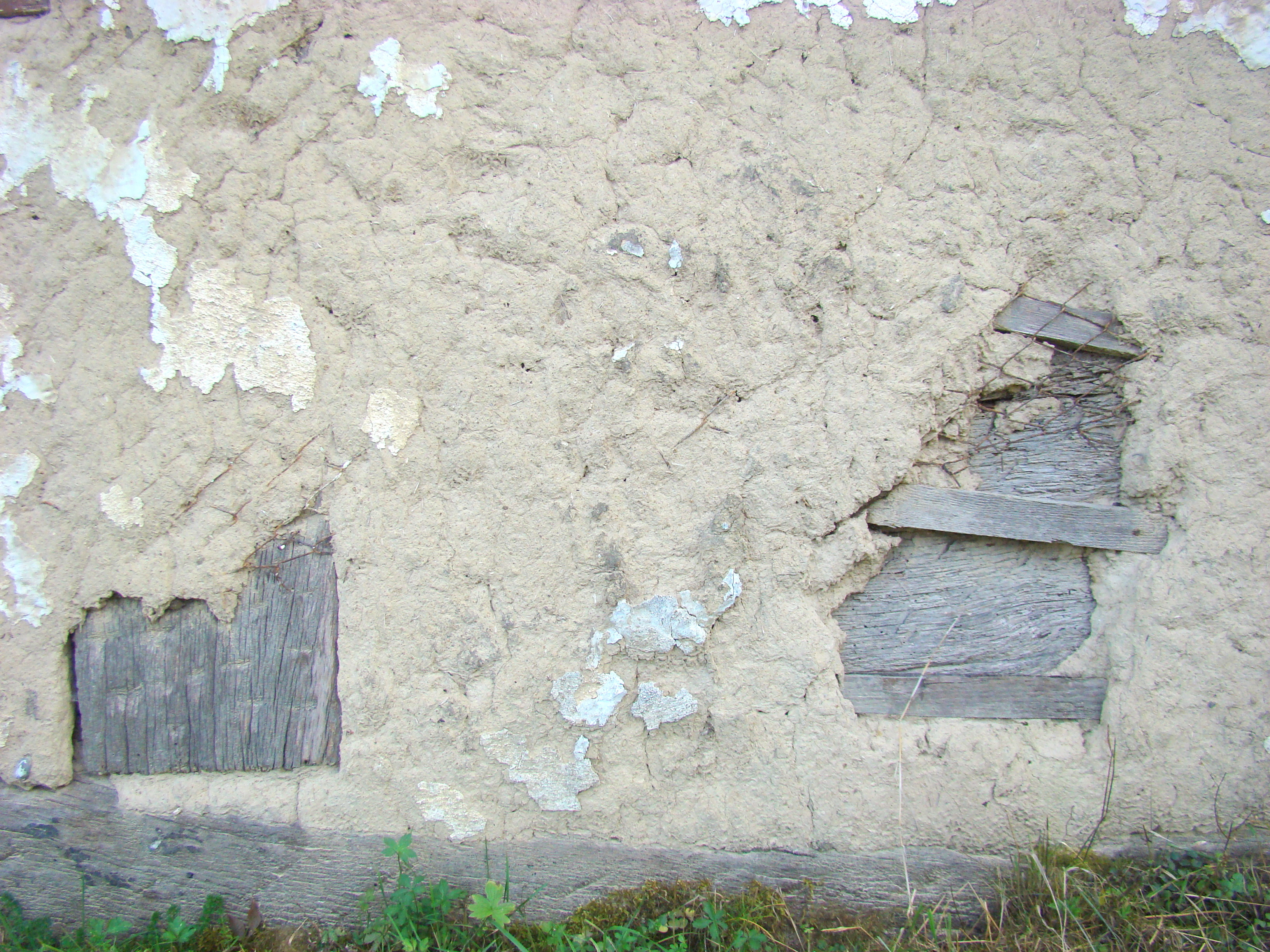
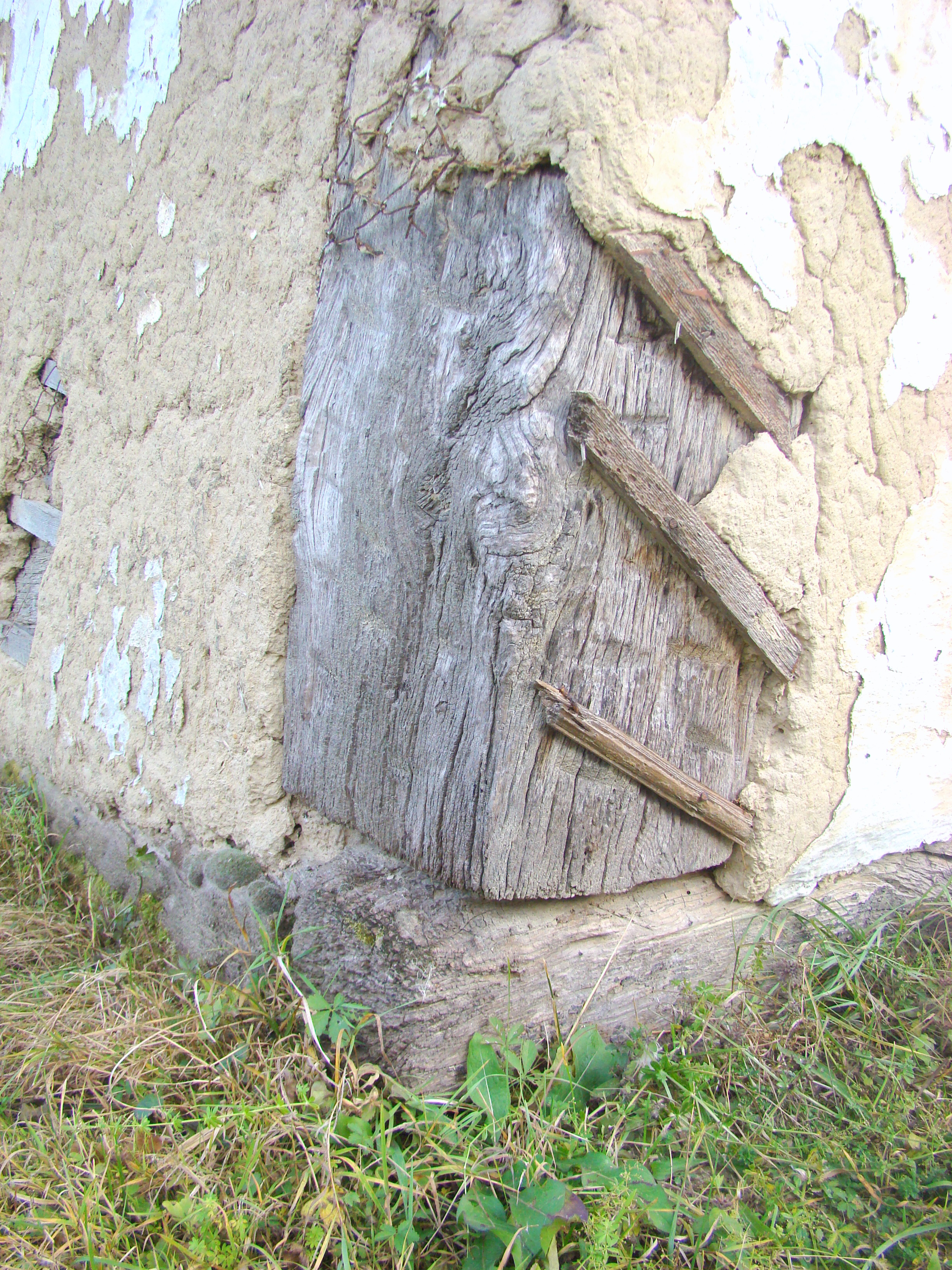
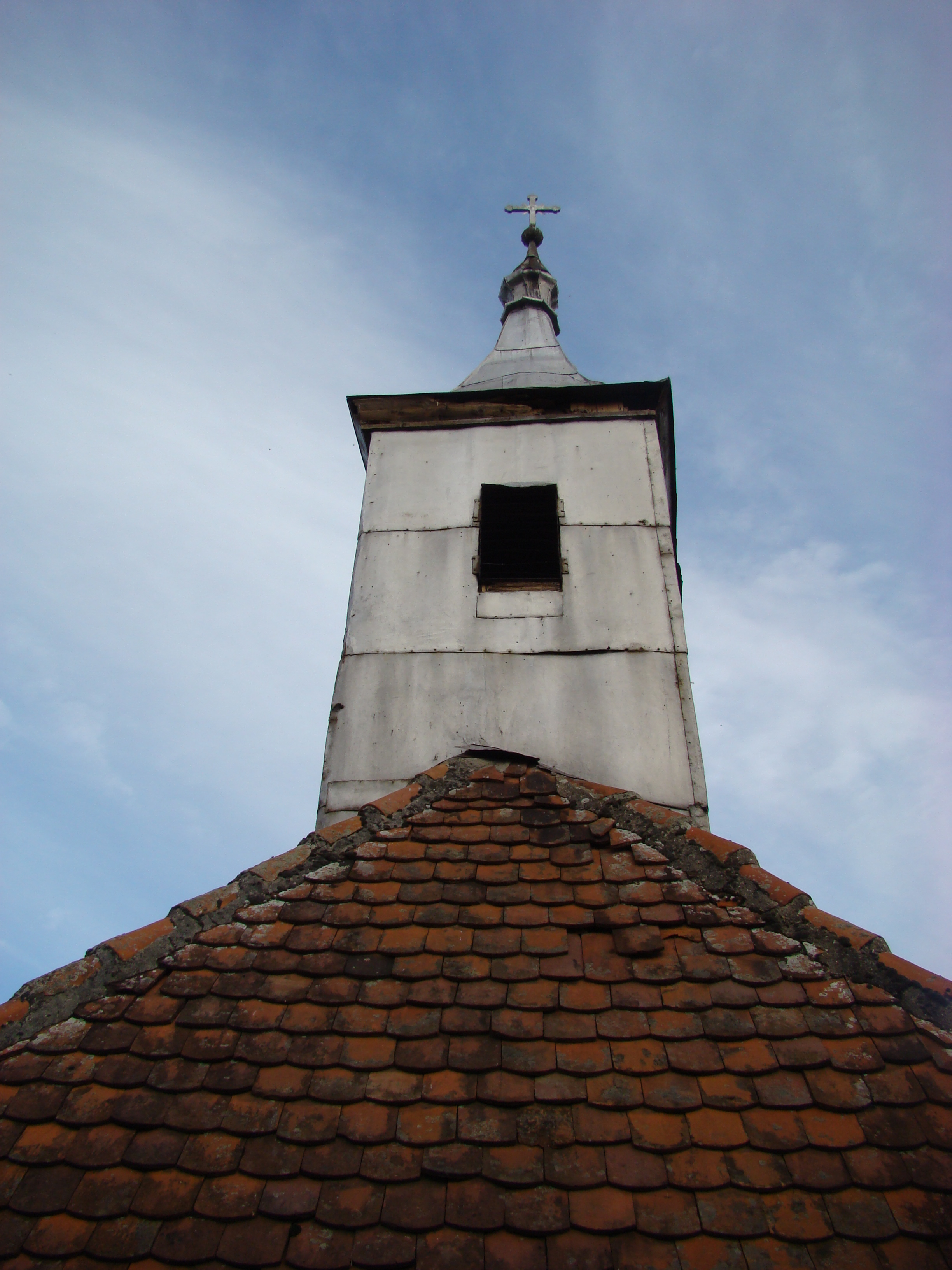
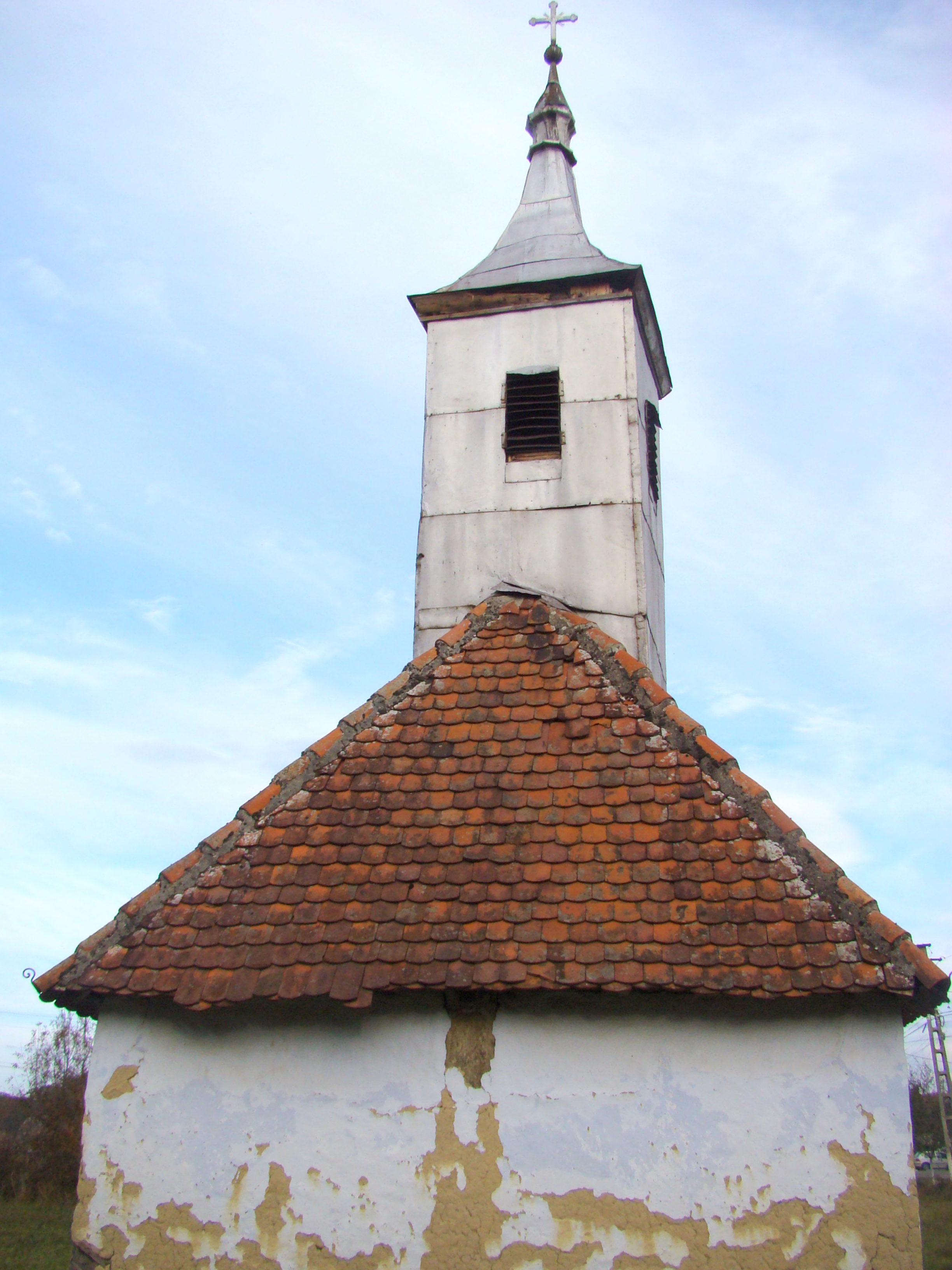
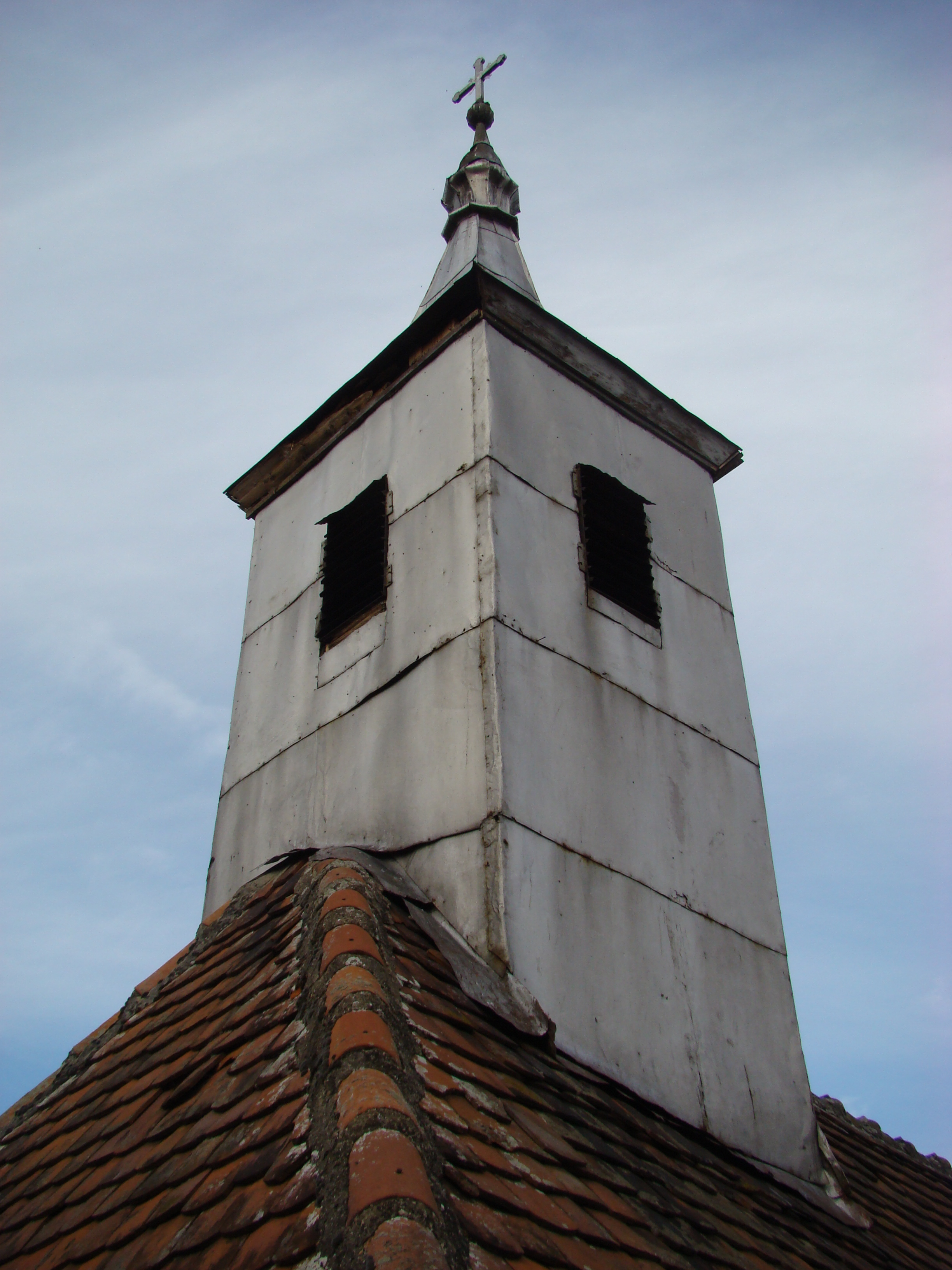
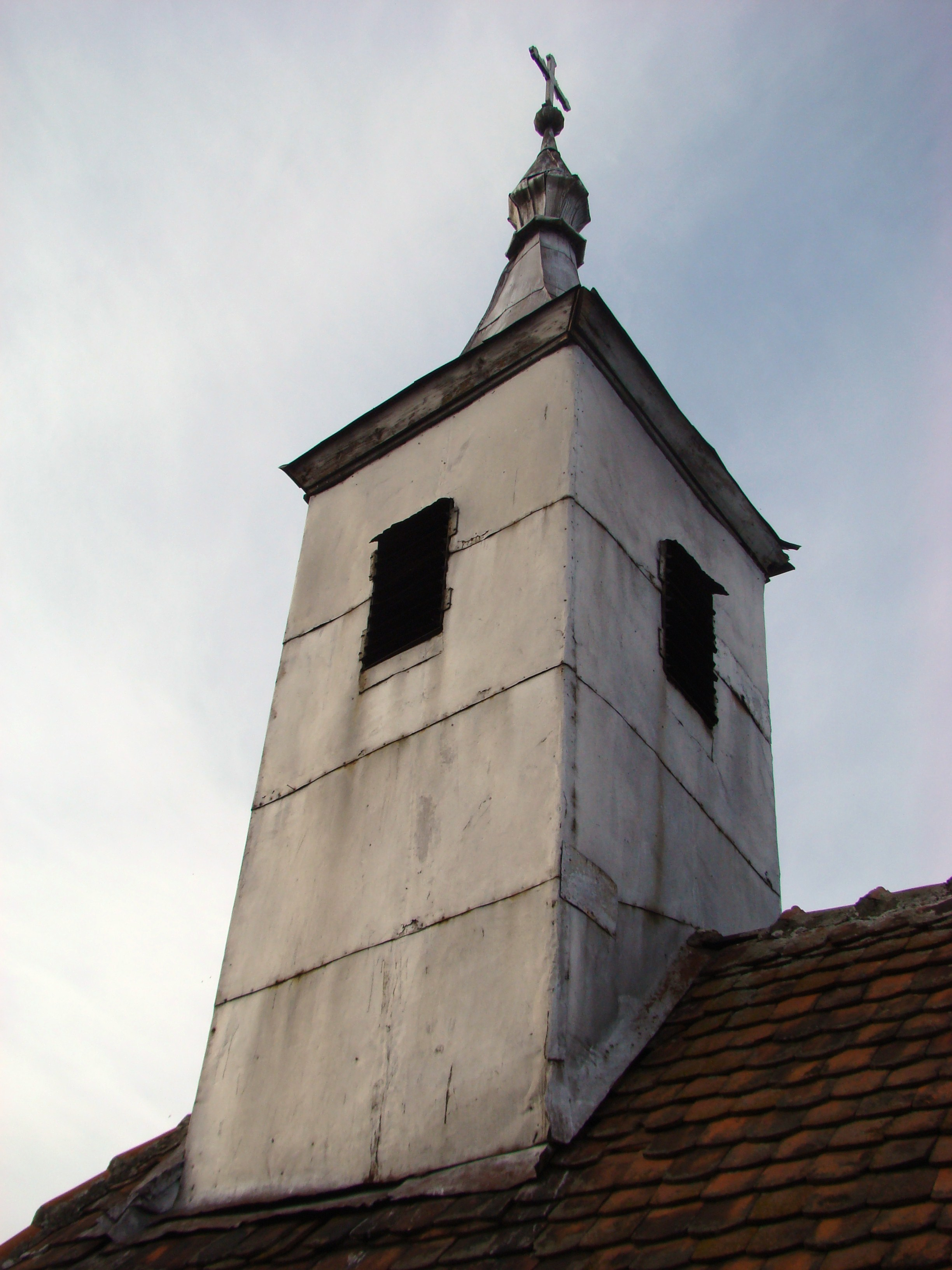
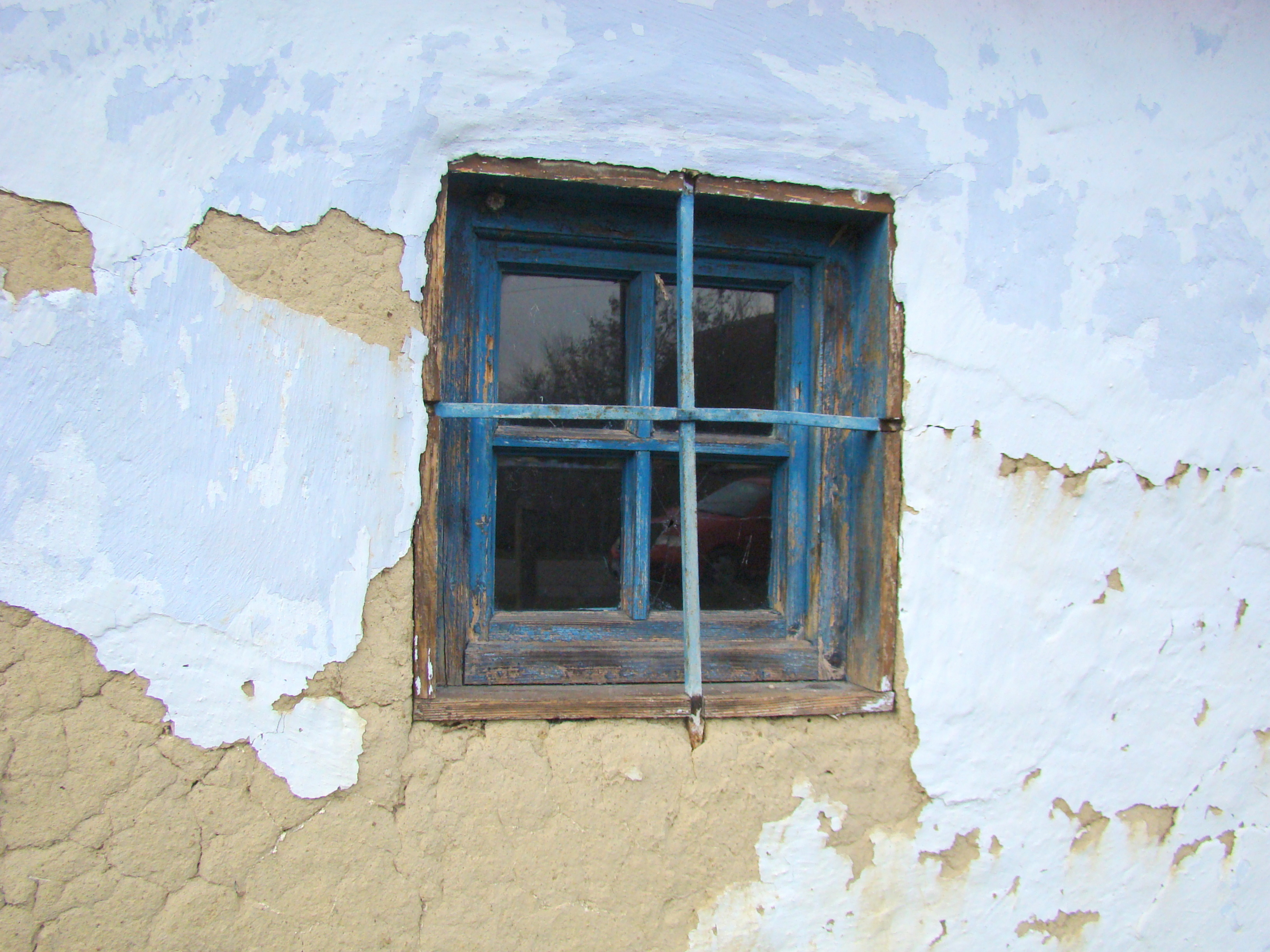
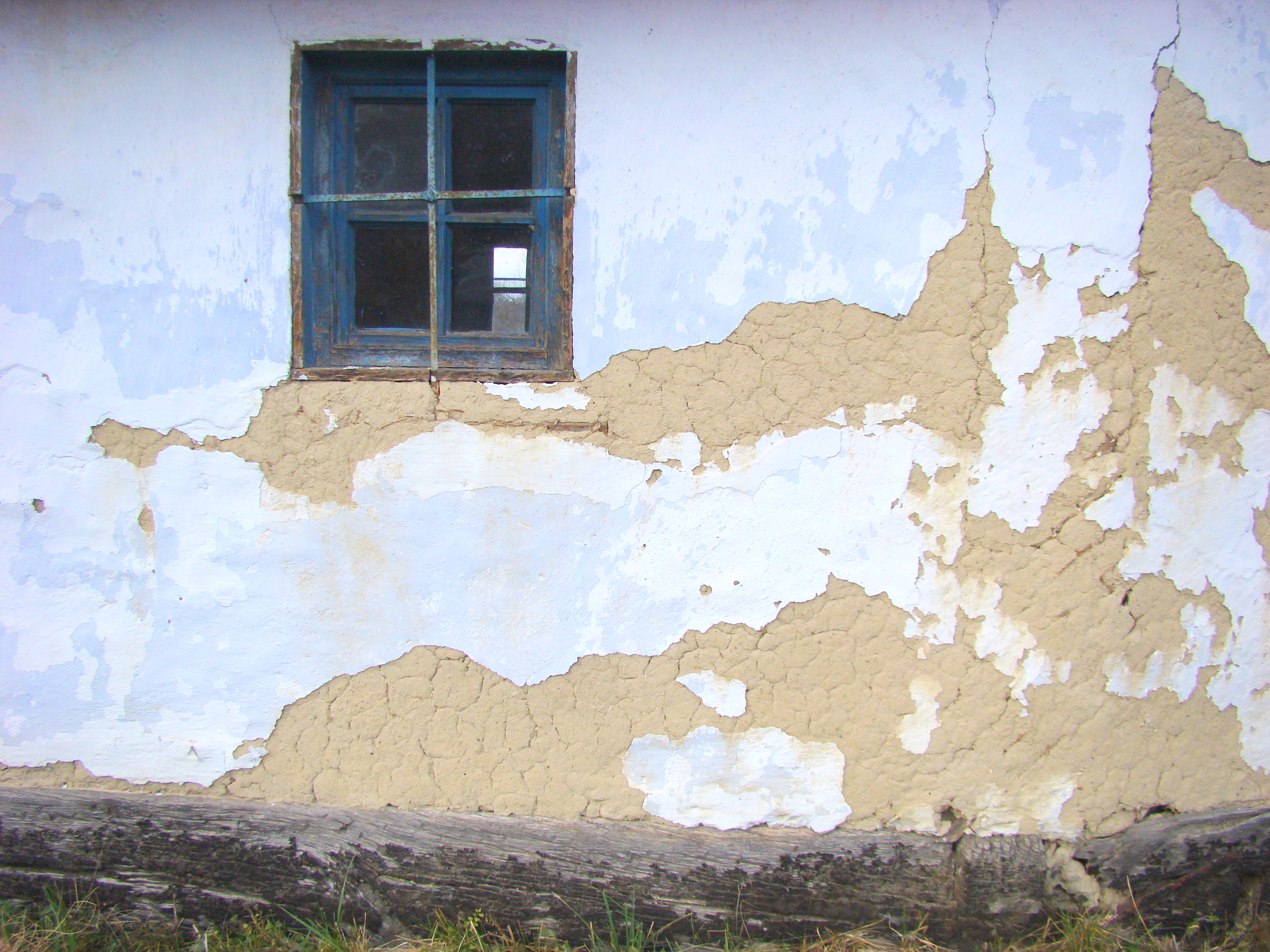
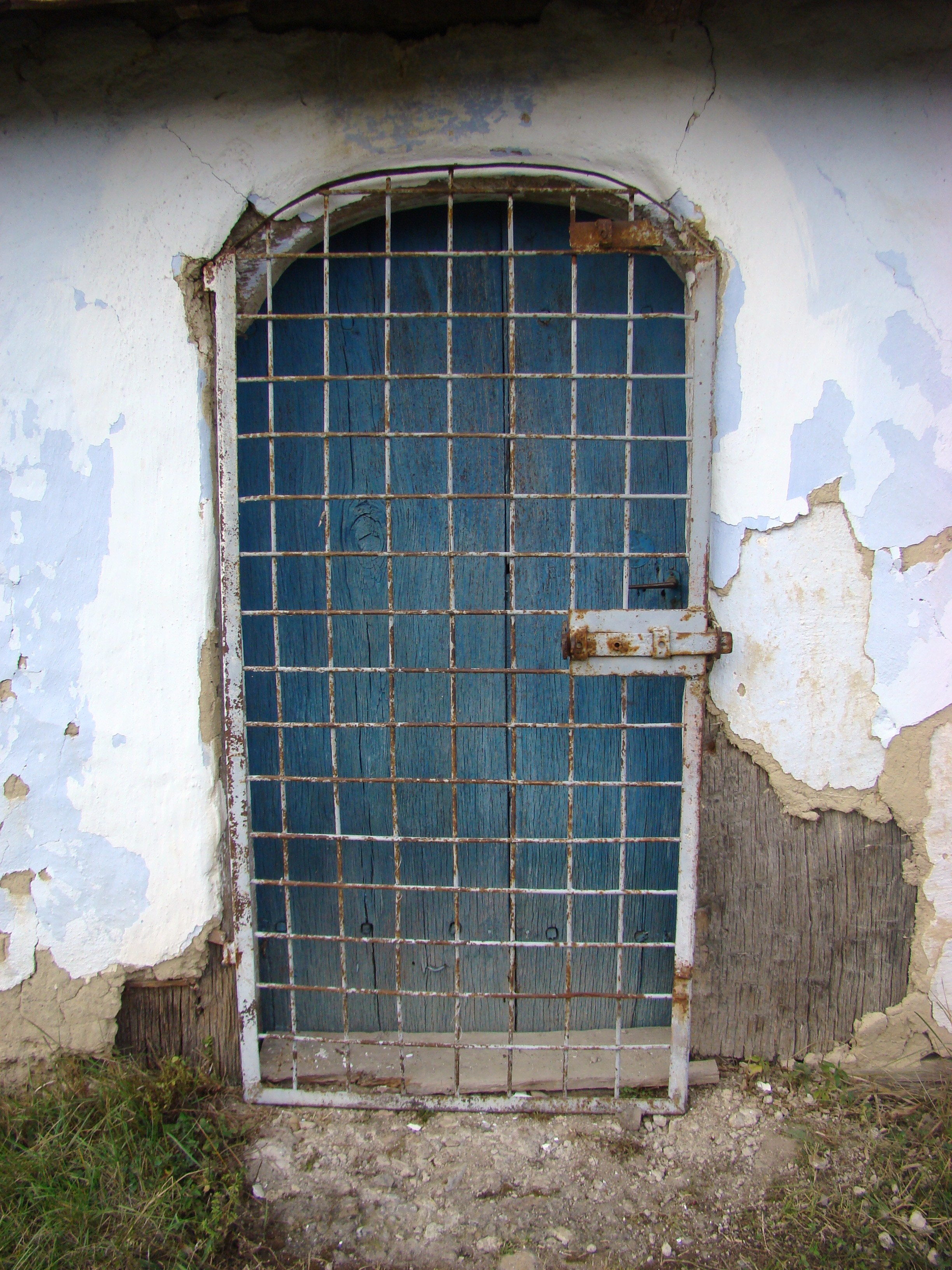

## Imagini din interior

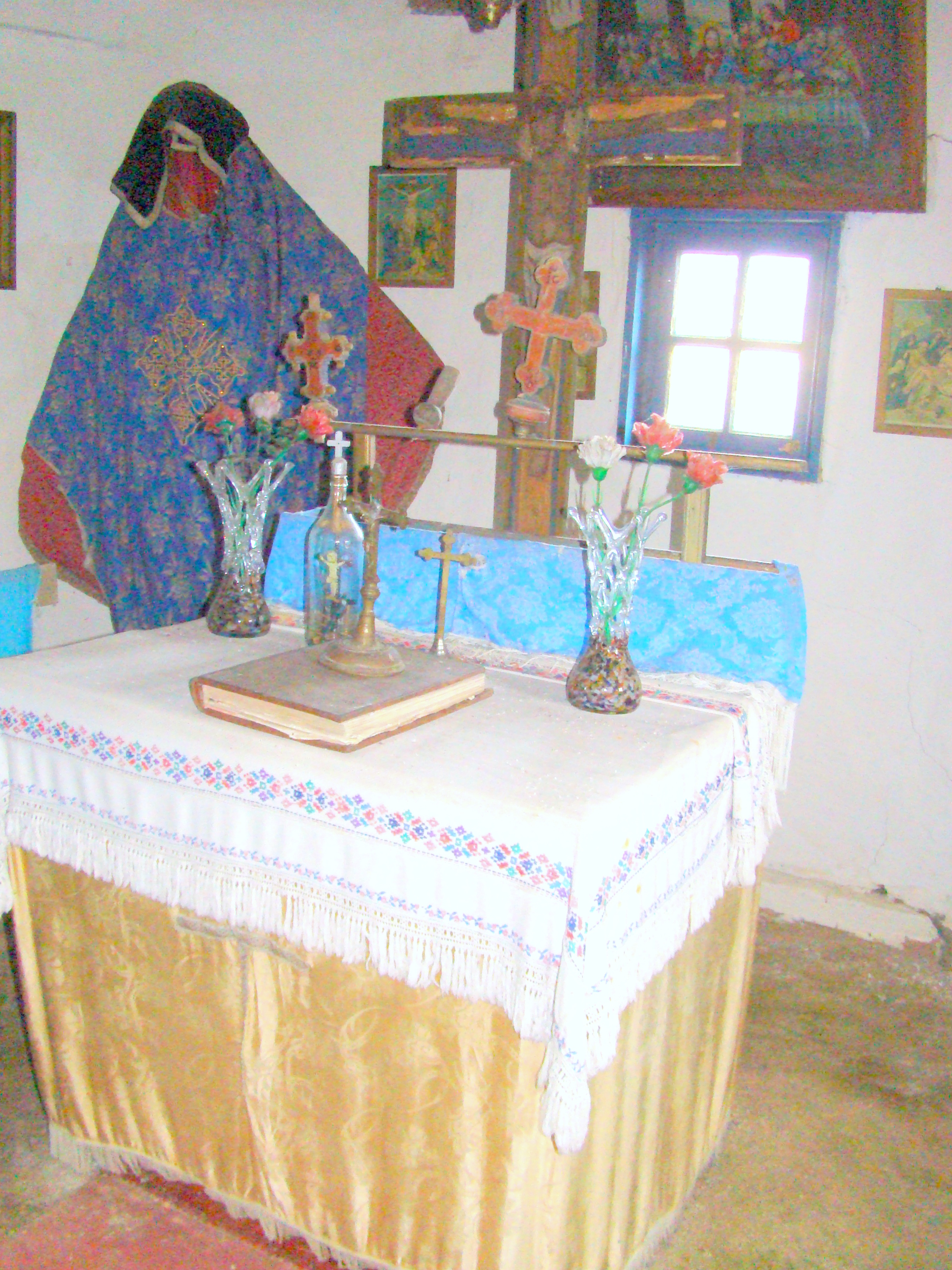
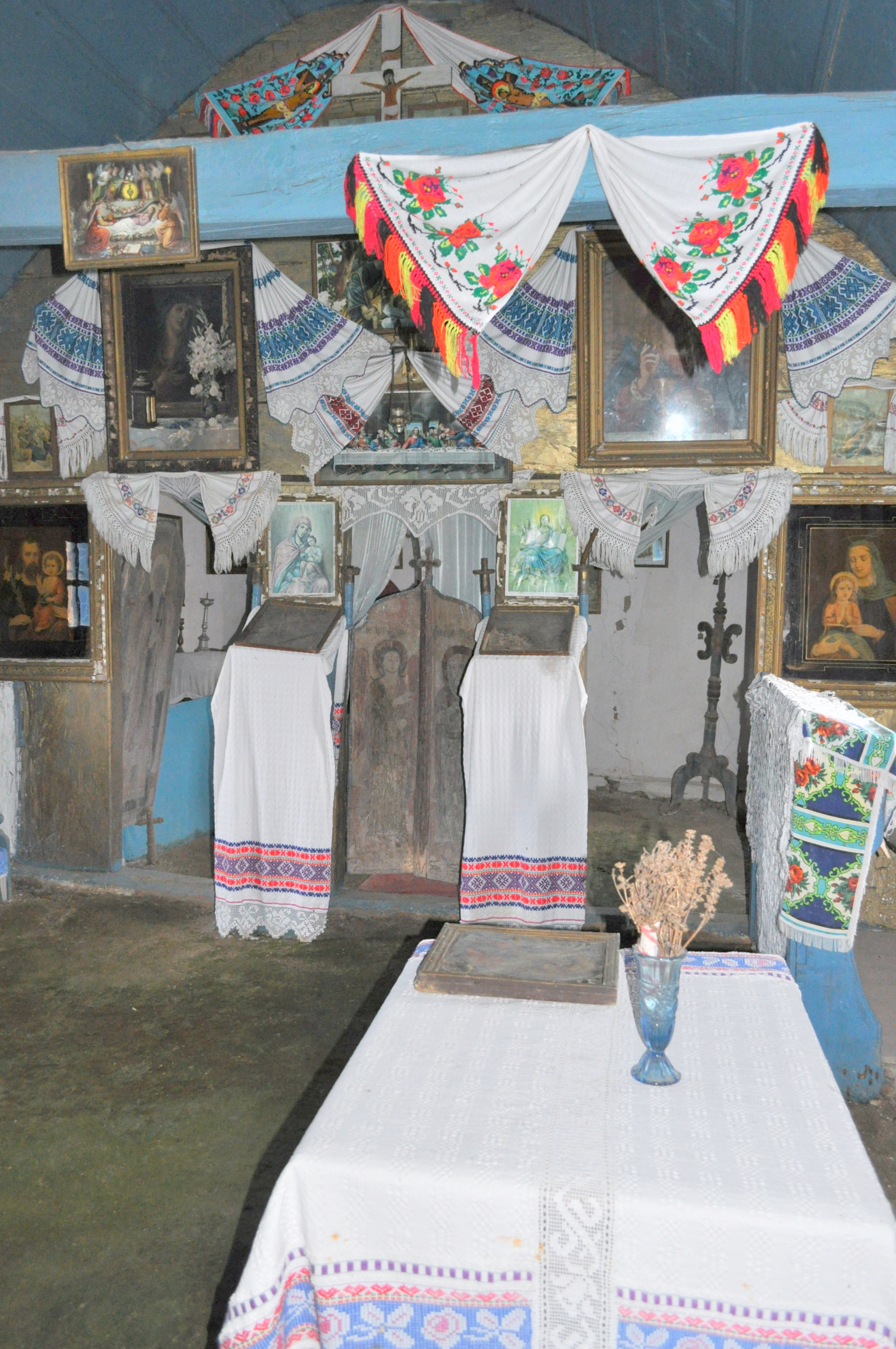
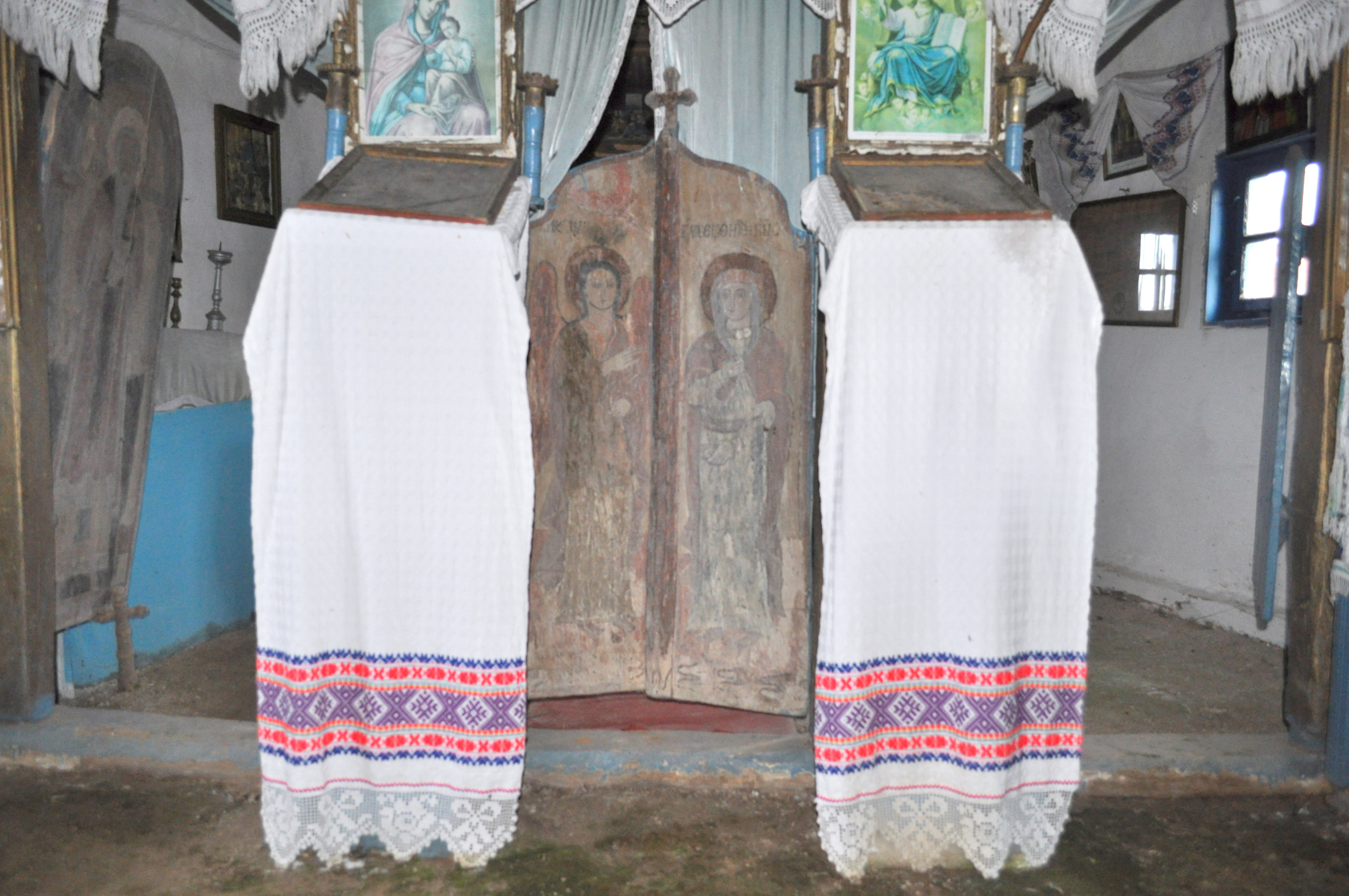
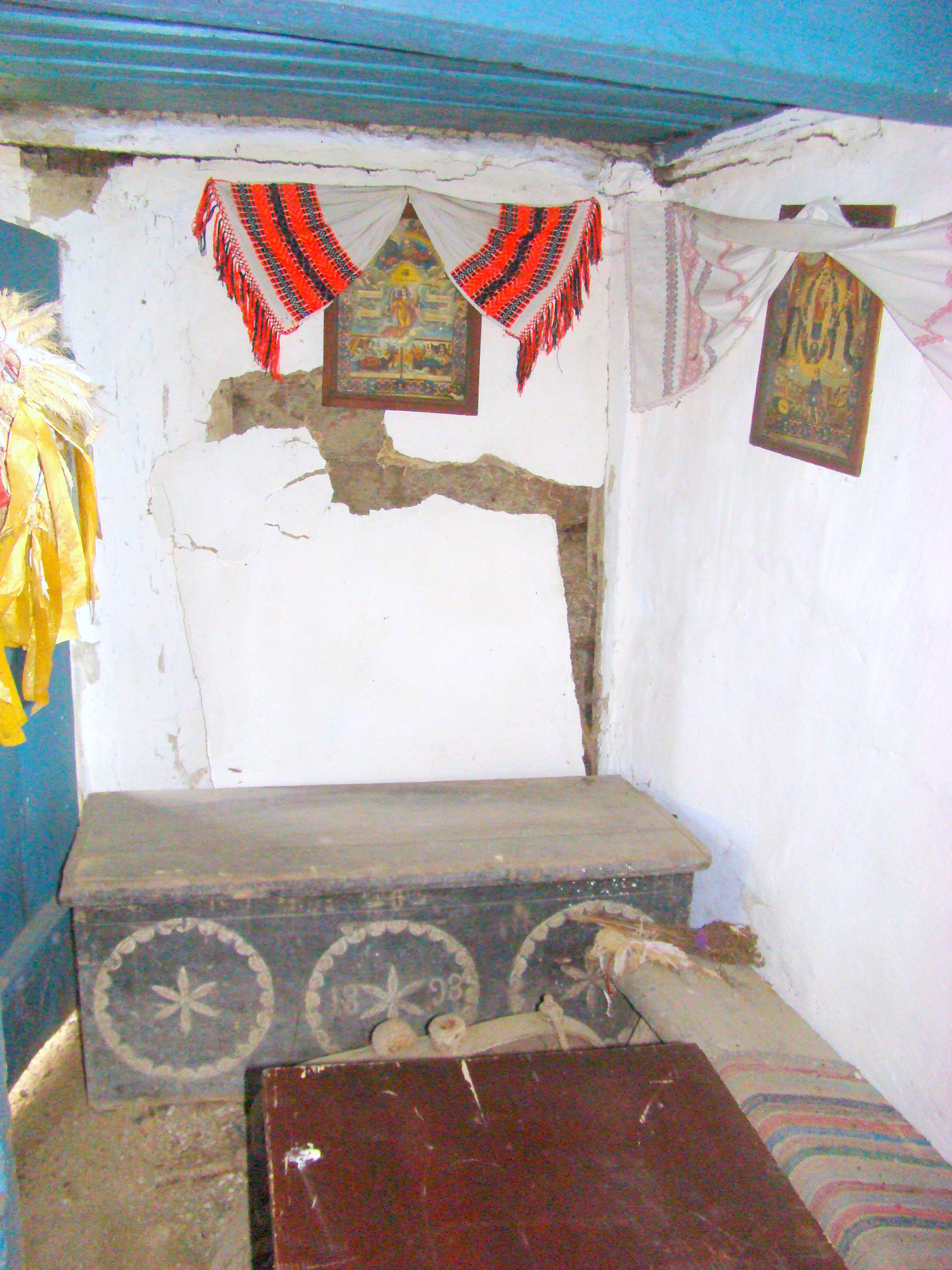
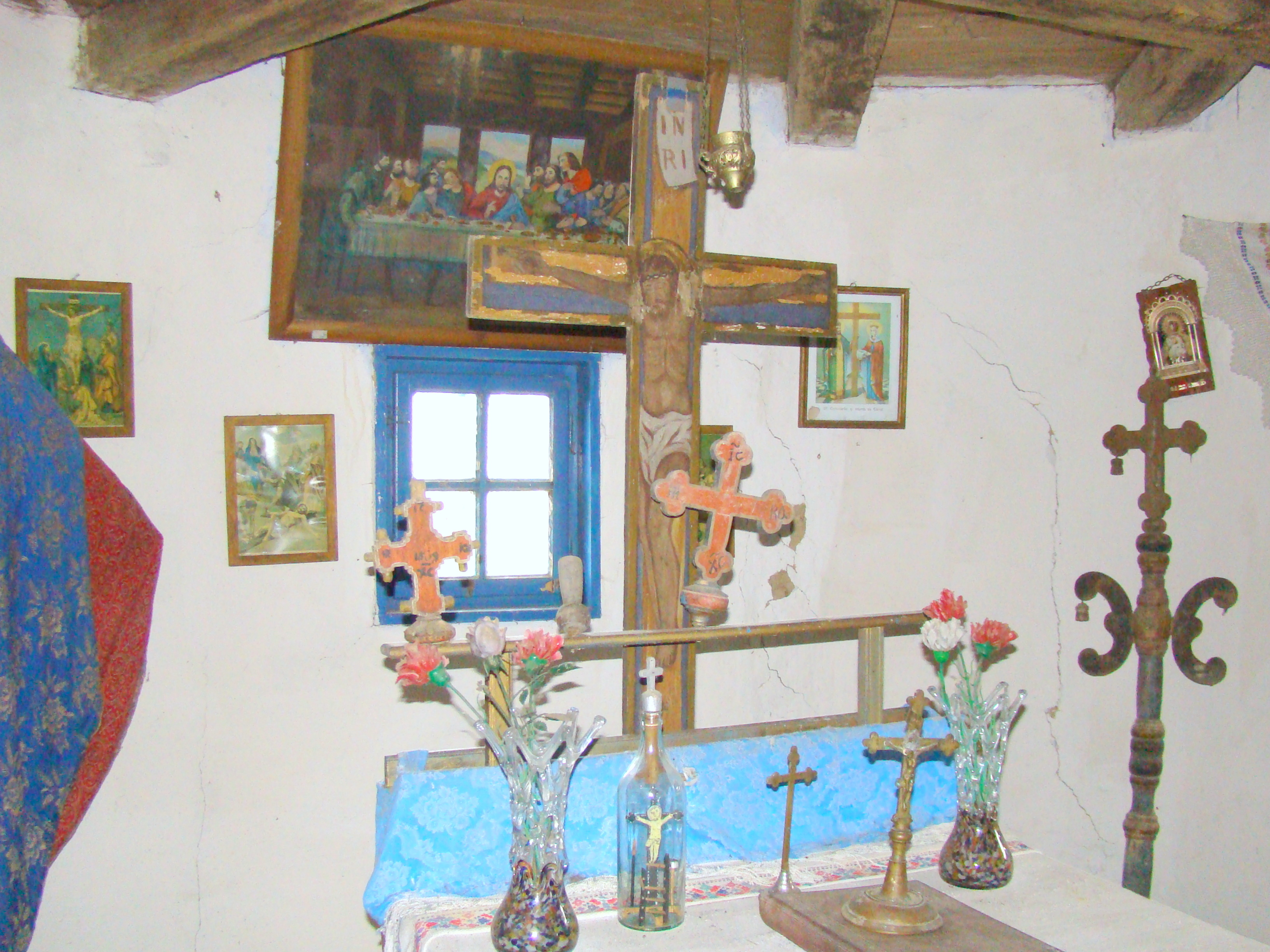
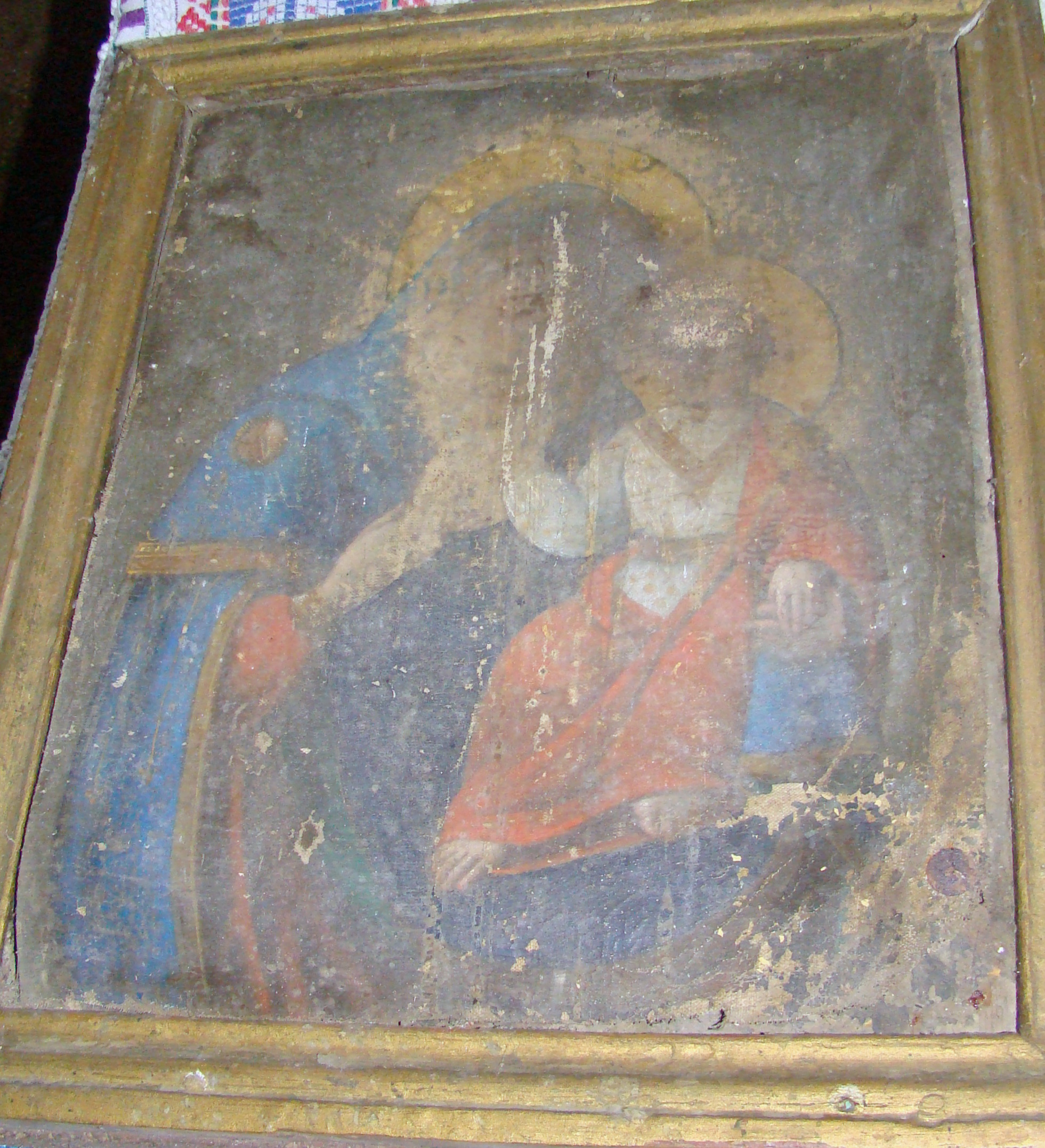
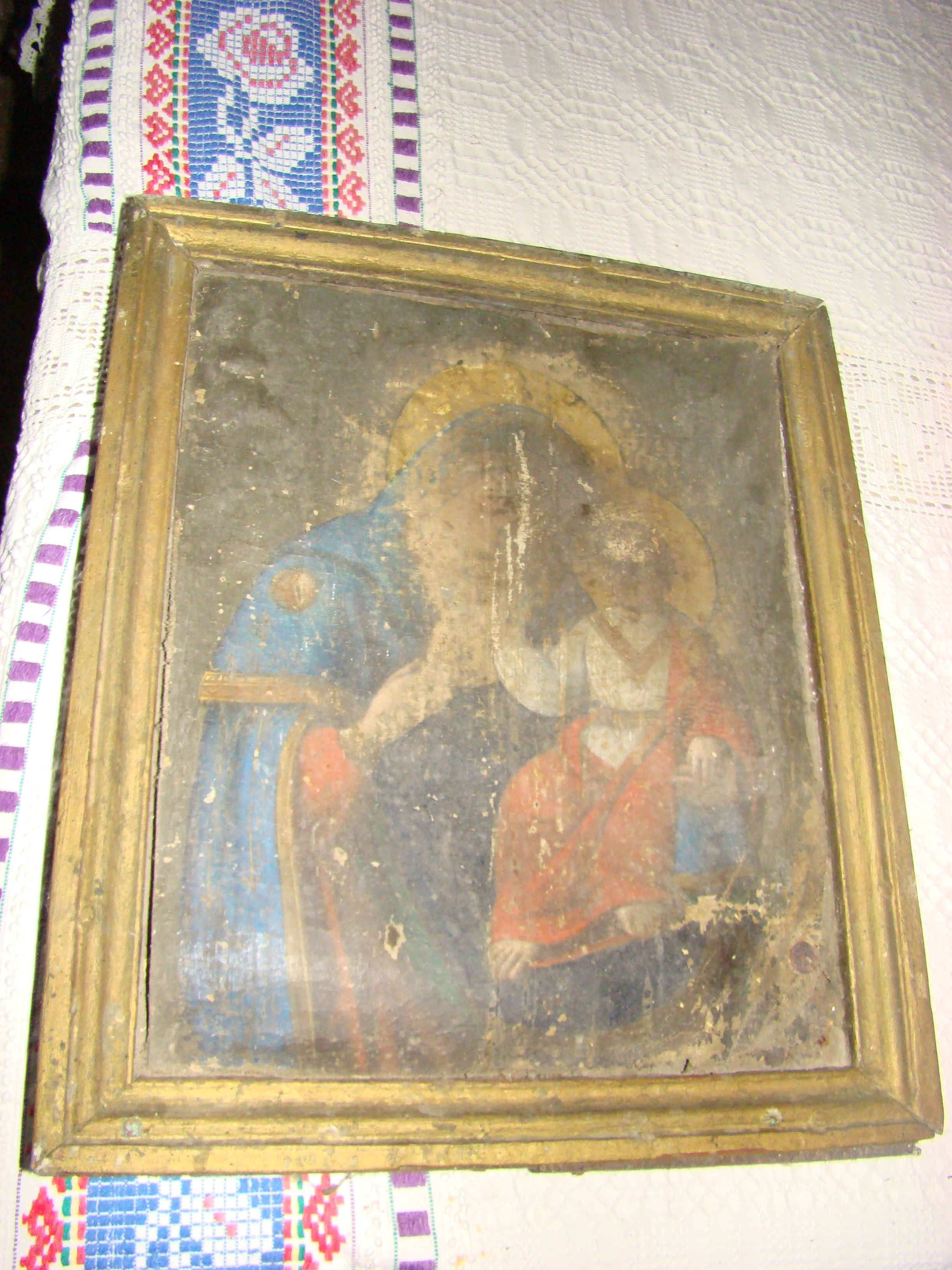
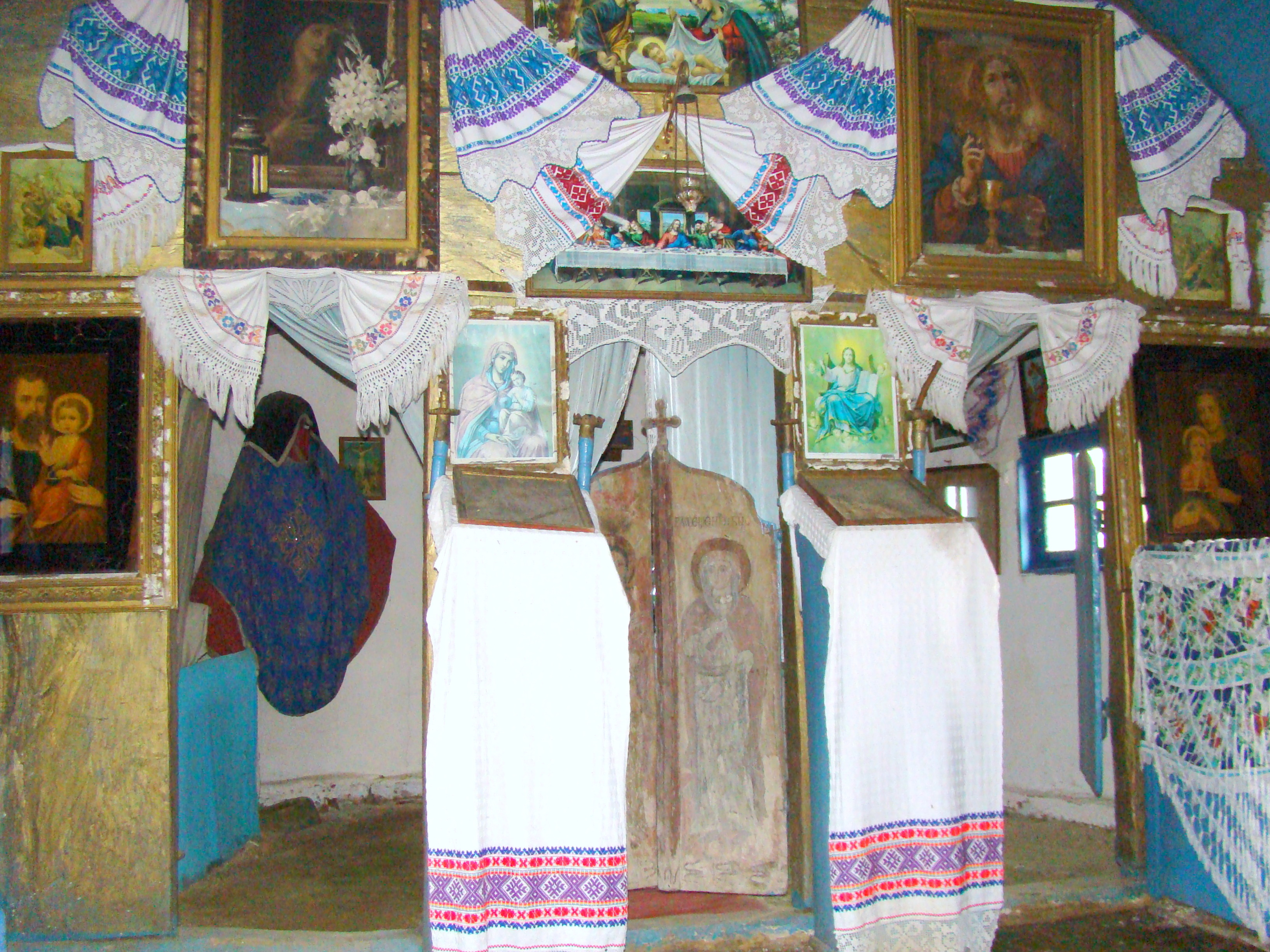
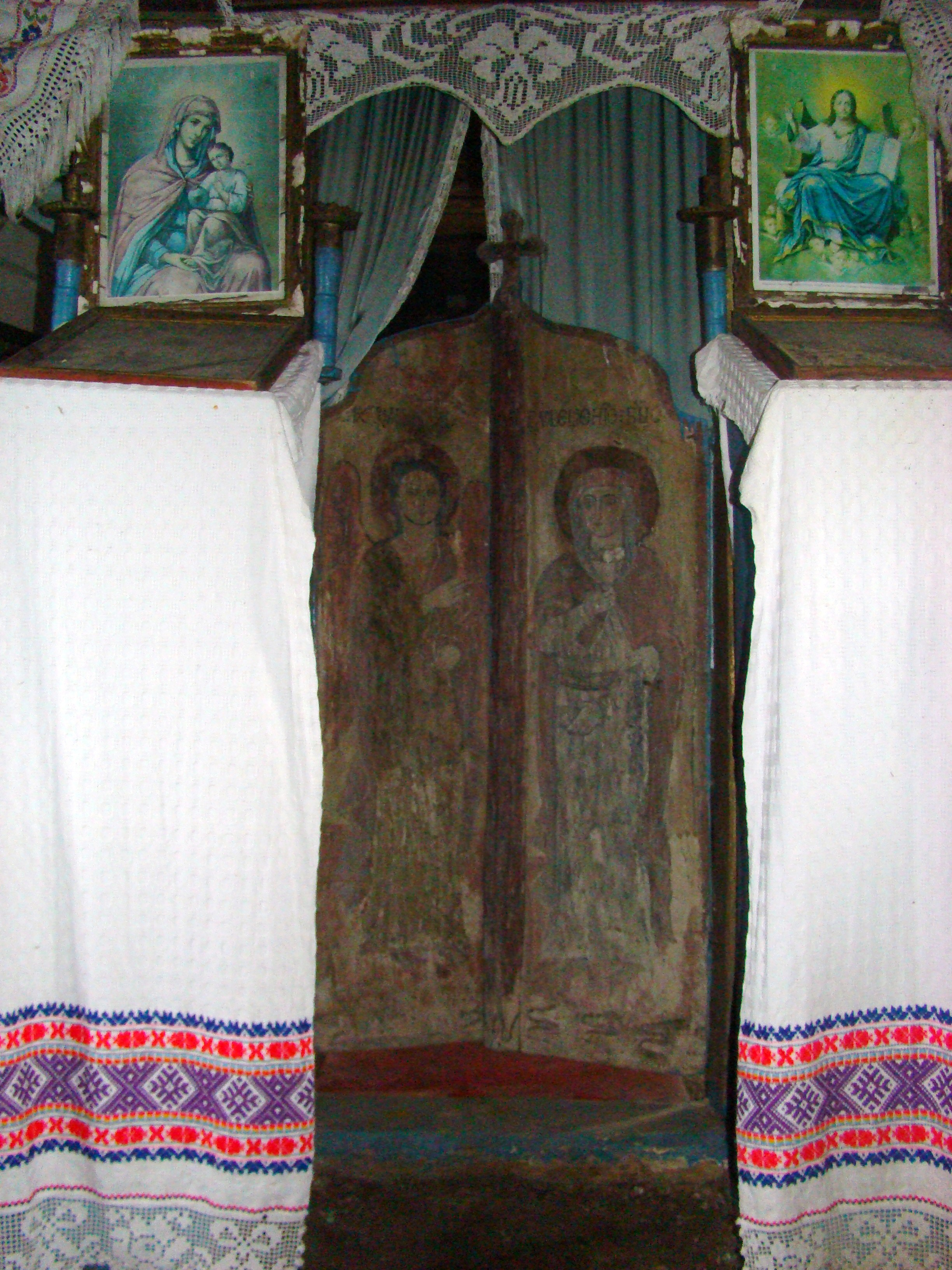
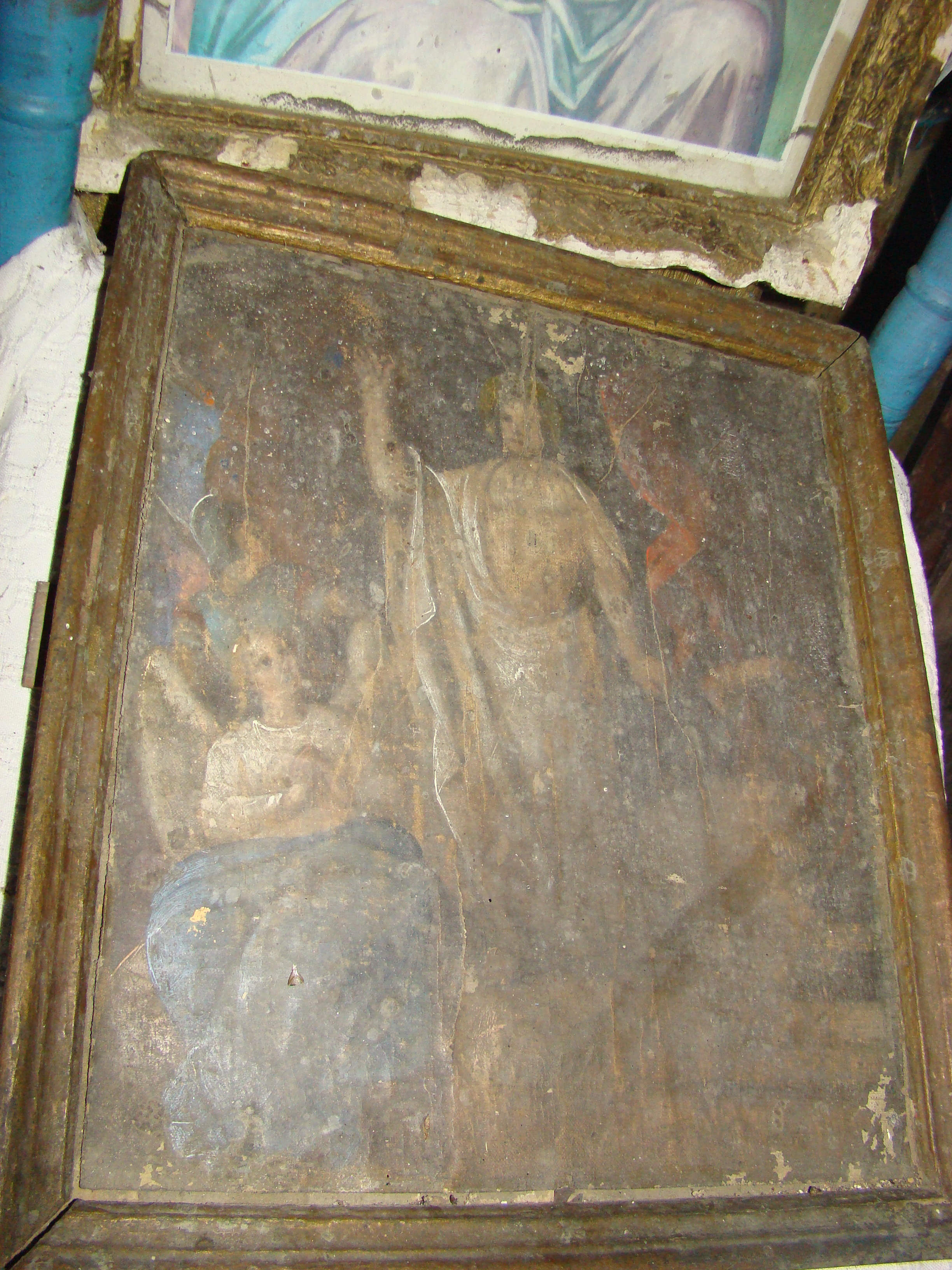
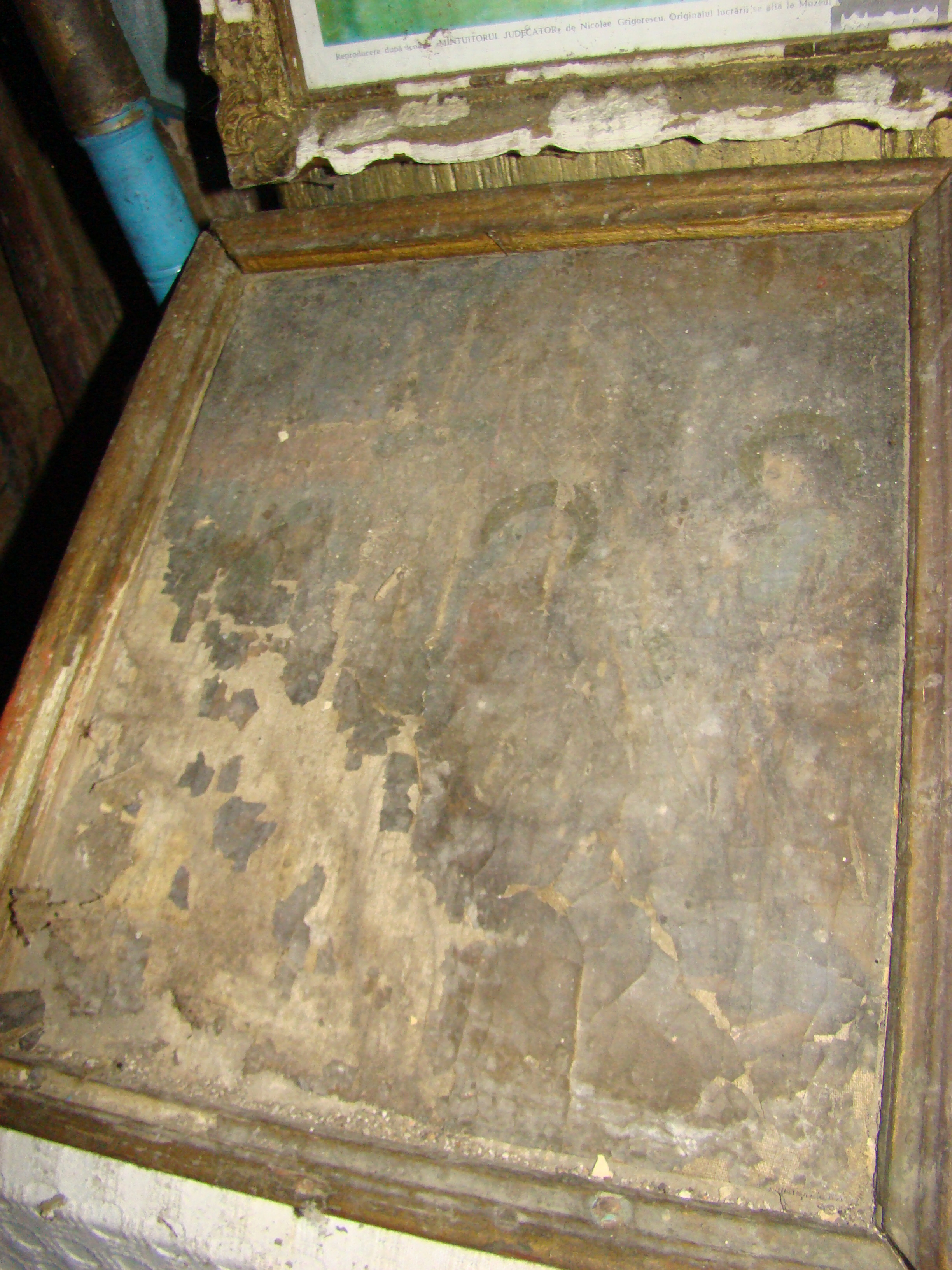
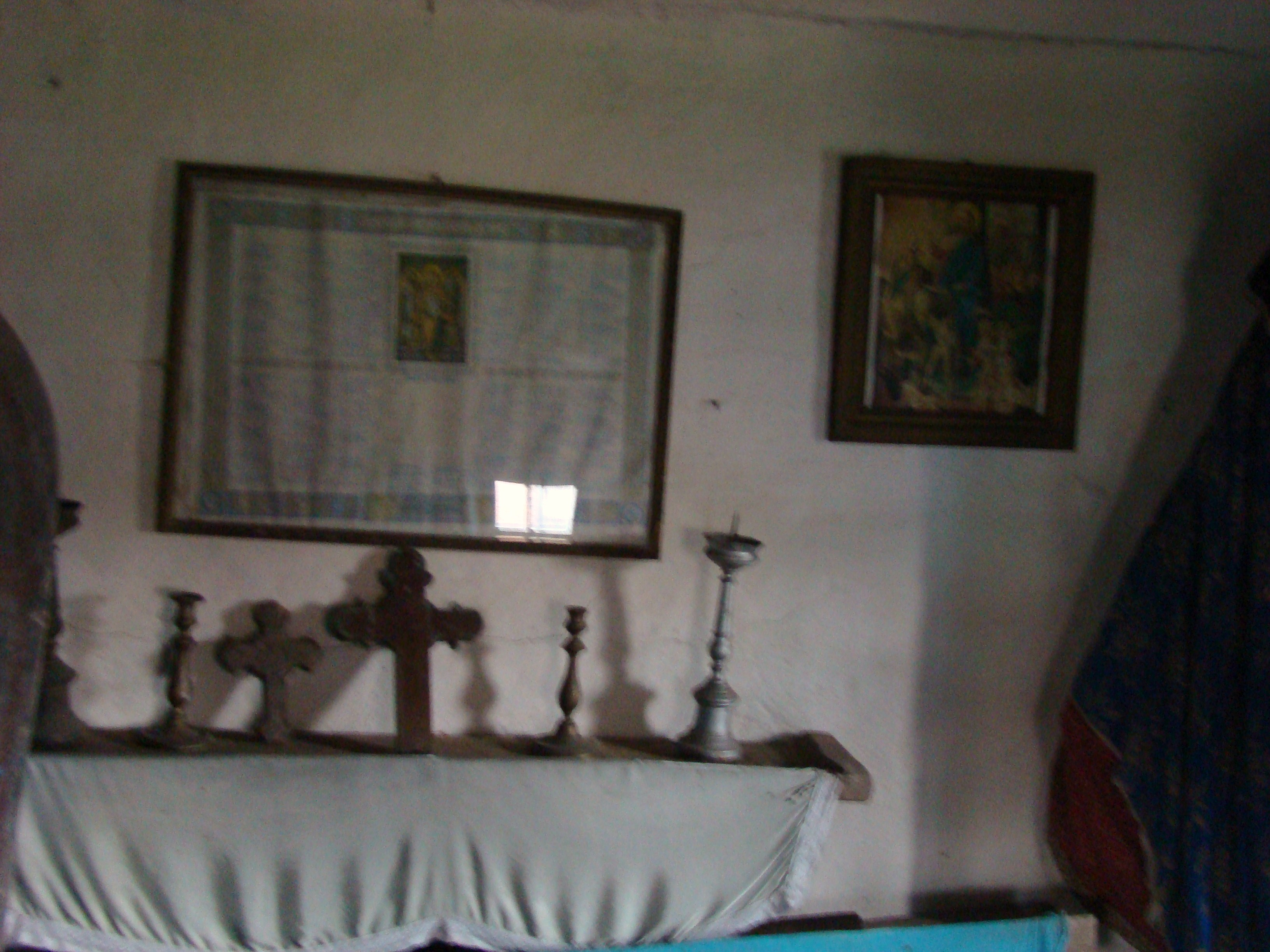
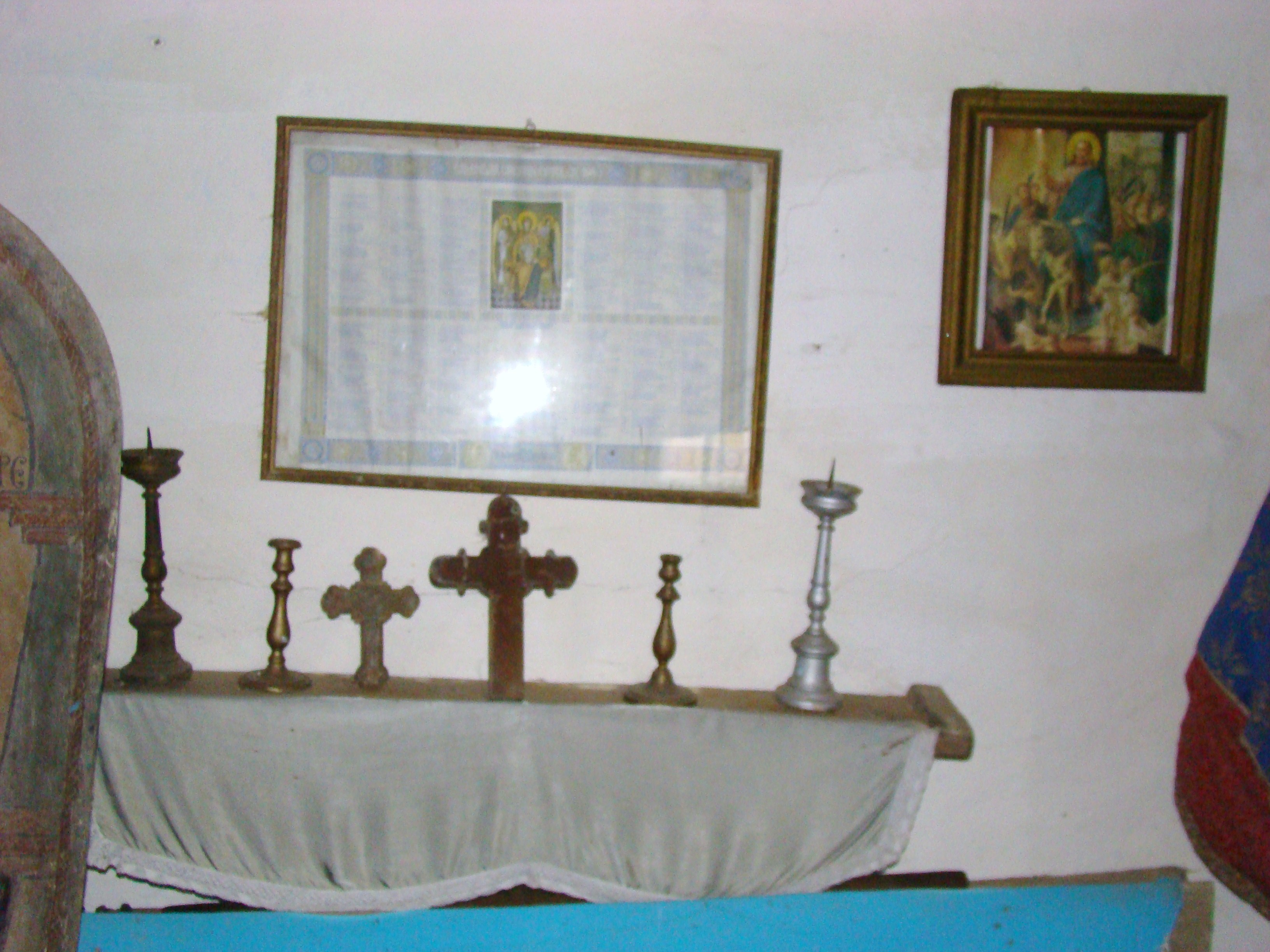
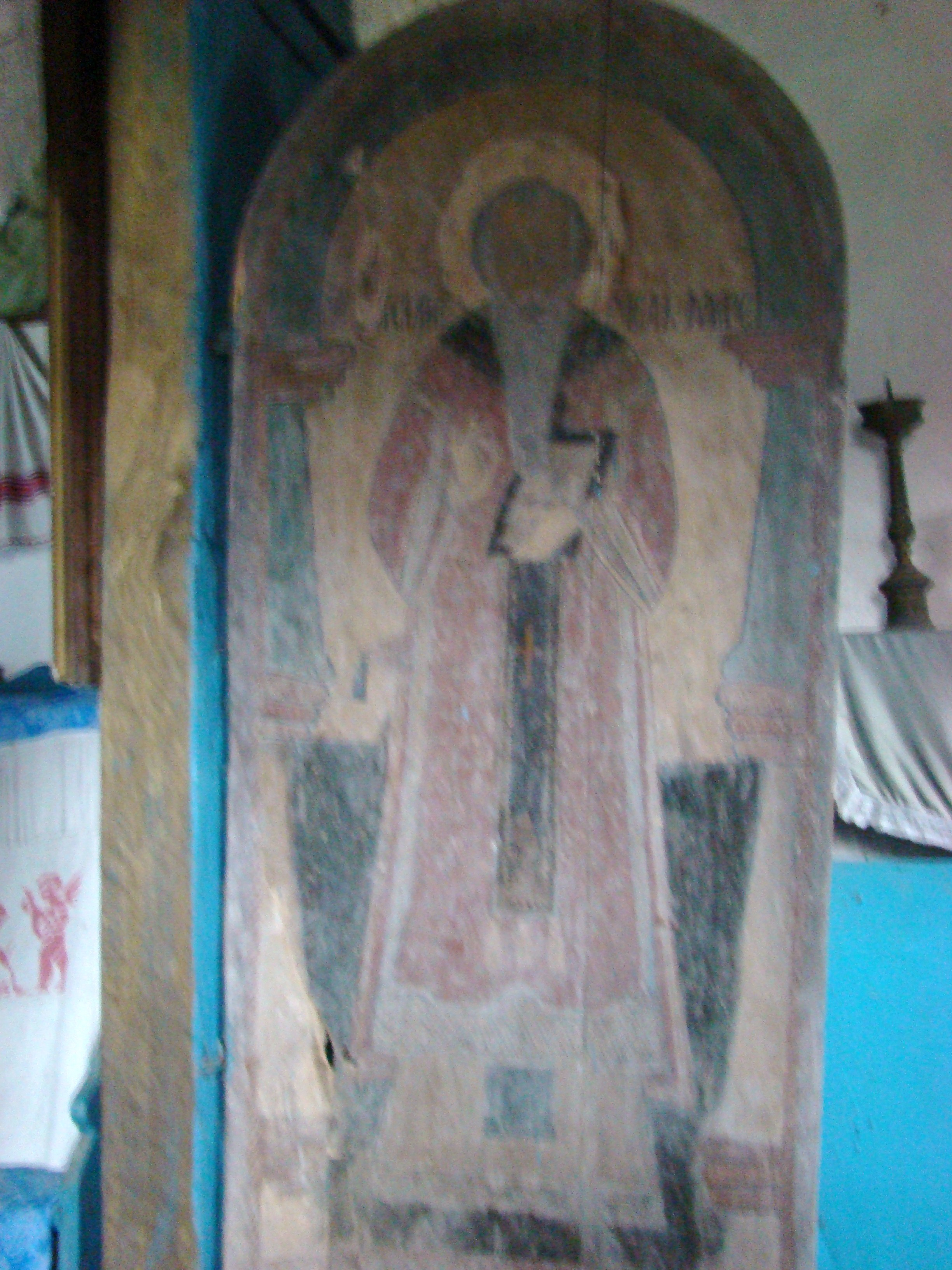